# 台湾高速鉄道
台湾高速鉄道（たいわんこうそくてつどう、繁体字中国語: 台灣高速鐵路、英: Taiwan High Speed Rail、THSR）は、台湾の台北市南港区と高雄市左営区を結ぶ高速鉄道。略称は「台湾高鉄」「高鐵」など。
南港駅から左営駅までの345 kmを最高速度300 km/h、ノンストップ便では所要時間約1時間30分で結ぶ高速鉄道である。同区間は、最速の在来線特急自強号で所要時間3時間59分を要していた（2007年1月開業当時）。総事業費は4,806億台湾ドル（約1兆8千億円）。日本として新幹線の車両技術を輸出・現地導入した初めての事例である。2004年に完工した南部彰化県員林市から高雄市仁武区に至る全長157 kmの連続高架橋「彰化-高雄高架橋」は竣工以降、中華人民共和国の丹陽-昆山特大橋完成まで世界最長の橋梁だった。

## 概要
当初の開業は2007年1月5日、板橋 - 左営間で行われた。もともとの開業予定は2005年10月であったが、饋電工程を巡る欧州理事の介入、韓国ゼネコン（現代建設）の手抜き工事の露見 日欧混合としたシステムの混乱などが工期の遅れや相次ぐトラブルを招き、2006年10月31日に延期された。その後も最終審査の遅れから12月7日に、更に直前の11月29日になって安全上の理由により急遽2007年1月へ再三に渡り延期された。
台湾高速鉄道は、日本の新幹線技術の初の海外への輸出案件であり、三菱重工業、東芝、川崎重工業、三井物産、三菱商事、丸紅、住友商事の日本連合7社により、台湾新幹線株式会社が設立された。台湾新幹線株式会社には、一般社団法人海外鉄道技術協力協会を通じて、JR東海、JR西日本、日本鉄道建設公団（現 鉄道建設・運輸施設整備支援機構）のスタッフが技術支援を行った。鉄道車輌も日本の新幹線技術（JR東海・JR西日本共同）を投入した。日本の新幹線とシステムは一部異なるが、車両が東海道・山陽新幹線の700系改良型の700T型である点などから、日本の新幹線とほとんど同じに見える（後述の「特徴」を参照）。
2007年1月5日現地時間7時、板橋駅からそれぞれ1番列車が出発し仮営業運転開始。半額運賃の仮営業運転は当初1月14日までとされたが1月31日まで延長された。同年3月2日には台北駅まで正式に開業した。
2011年に、中華人民共和国で発生した温州市鉄道衝突脱線事故に際して、台湾側は「日本と同じシステムを採用したので、あのような事故はありえない」と発表しており、新幹線の技術を採用したことの意義を強調した。2016年7月1日には、台北駅から南港駅まで約10km延伸開業した。
2015年、累積赤字により国有民営となった。

## 特徴
決められた開業予定にあわせるため車両方式決定に先立ち、土木構造物などを先行して着手した。また後述の経緯により当初は欧州システムを基準に進められたため、分岐器はドイツ製、列車無線はフランス製、車輌などは日本製という、日欧混在システムである。
新幹線との差異は、
- 自動列車制御装置（デジタルATC）は、単線双方向運転に対応
- 軌道最小曲線半径は6,250m（新幹線：4,000m[注 1]）
- 分岐システムはドイツ製（38番分岐器[注 2]を多用）
- 軌道はほぼ全線でJR式スラブ軌道を採用（ただし分岐器周辺はドイツ製Rheda2000スラブが使用されている）
- 軌道中心間隔は4,500mm（新幹線：4,300mm[注 3]）
- トンネル断面積は90m2（新幹線：64m2）
- 最急勾配は35‰（新幹線：15‰[注 4]）
- 早期地震警報システムは採用されておらず、地震計との連動（40ガル以上で停止）のみ[13][14]

なお営業形態の違いとして、BOT方式 (Build-Operate-Transfer) を採用していることが挙げられる。すなわち民間事業者が自ら資金を調達して施設を建設 (Build) し、一定期間管理・運営 (Operate) を行い資金を回収した後、将来的には公共に施設を移管 (Transfer) する計画である。日本と同様に国家的事業ながら資金調達の方法や運営の流れが異なる。

## 経緯
契約獲得にあたって、フランス・ドイツによる欧州連合と組む台湾高鉄連盟と、日本連合と組む中華高鉄連盟とが競合した。プッシュプル方式を提示した欧州連合の方がコストが安価であったこと、台湾がフランスとの繋がりを維持する必要があったことなどから、台湾高鉄連盟は契約を獲得した。対中関係を重視するクリントン政権下のアメリカから戦闘機などが購入出来なかったため、代わりにフランスから購入する必要があったためである。軌道と機関車はドイツ製、客車はフランス製で設計が進められていた。
しかしアメリカがF-16戦闘機の売却に同意したこと、ICEが死者約101名・負傷者約80名という脱線事故（エシェデ事故）を起こしたこと、1999年9月21日に台湾大地震が発生したが、欧州方式は地震に対する防御策が十分ではなかったことなどから、日本側が盛り返し始める。最終的に台湾政府は、台湾高鉄の協力先を早期地震検知警報装置（ユレダス）を導入していた日本連合に切り替えることに決定した（ただし、欧州側の意向で、ユレダスやその改良型のテラスが実際に採用されることはなく、単純な地震計連動に留まった）。最終的に車輌、保安装置、大部分の軌道などは日本、分岐器周辺の軌道はドイツ、列車無線はフランス、土木工事は国際入札を行うことに決まった。このため欧州連合は、台湾高鉄に違約金を請求した。
事態が紛糾したのは、欧州と日本を推すグループが、それぞれ政治家と結びついた結果、政争が鉄道の場に持ち込まれたのが一因とされる。台湾では（台湾に限らず、日本を含むどの国でも程度の差はあれ、鉄道建設に政治は介入する）鉄道建設は政治と強く結びついており、技術力の優劣だけでは契約できない事情がある。
以上の経緯にもかかわらず、欧州連合のコンサルティング契約、および、欧州連合が作成した仕様書はそのままであった。このことはスケジュールのみならず、全体的な足かせであるとの評価が日本の高速鉄道専門家から出ている（自動券売機はフランス製であったが、開業当日にトラブルを起こすなどの問題を起こしている）。また、試運転列車の運転士として、JR西日本出身の元新幹線運転士5名が起用され、営業運転での運転技術指導も当初はJR東海が行う予定だったが、JR東海は日欧混在システムを理由に、指導責任が持てないと通告した。
これでは、開業時に運転士が不足すると判断した台湾高鉄公司は、妥協策として、高速鉄道の運転経験が豊富なフランスTGV・ドイツICE出身者38名を運転士に起用し、台湾人運転手に対する運転技術指導も彼らが行うという体制が採られた。
また、台北 - 板橋間の地下線路を台鐵が暫定的に高鐵用の線路を使っていた箇所を改修する工事も遅れ、2007年1月5日の開業に間に合わなかった。それ以外の中間駅についても、多くは中心市街地から離れたところに立地しているにもかかわらず、乗り換え交通手段の整備や営業準備が遅れている箇所がある。

### 年表
- 1989年 - 構想浮上
- 1990年7月2日 - 交通部に「高速鉄路工程準備所」（高速鉄路工程局の前身）を設立
- 1991年10月8日 - 行政院長郝柏村が第2ルート案採用決定を発表
- 1992年6月 - 行政院が高速鉄道を査定
- 1993年7月16日 - 立法院で高速鉄道建設案が通過、建設のための政府予算は削除され、民間による建設を決議
- 1996年 - 中華民国政府、台北 - 高雄間約350kmの高速鉄道プロジェクトをBOT形式で建設運営すべく、事業者を募集
- 1997年9月25日 - 台湾高鉄（欧州連合）が中華高鉄聯盟（日本連合）を打ち破り優先交渉権を獲得、契約締結
- 1998年6月3日 - ドイツ・エシェデ近郊でICE脱線事故
  - 7月 - 台湾高速鉄路連盟（優先交渉権後は台湾高速鉄路股份有限公司）、事業権契約を締結
- 1999年
  - 3月26日 - 燕巣総合車両工場起工
  - 4月5日 - 嘉義で着工式典
  - 9月21日 - 台湾大地震発生
  - 12月28日 - 日本連合が優先交渉権を逆転獲得
- 2000年
  - 3月1日 - 土木工程に着工
  - 12月12日 - 日本連合が車輌等、機械・電力コアシステム契約の正式調印
- 2001年6月13日 - 日本連合が車輌を受注
  - 3月 - E&M工事着工
- 2002年 - 日本国鉄で新幹線開発を主導した島隆が顧問に就任、開業までの多国間調整や技術指導に従事。
- 2003年
  - 1月23日 - 軌道工程に着工
  - 7月17日 - レール敷設開始
- 2004年
  - 1月31日 - 700T型車輌落成（川崎重工）
  - 5月19日 - 700T型が神戸港を出港
  - 5月24日 - 700T型が高雄港に到着、翌日陸上げ
- 2005年
  - 1月27日 - 台南と高雄間において初の試運転（30km/h）
  - 4月1日 - 120km/hの試運転達成
  - 8月30日 - 200km/hの試運転達成
  - 9月8日 - 工期の遅れから、開業を2006年10月に延期すると発表
  - 10月29日 - 300km/hの試運転達成
  - 10月30日 - 315km/hの試運転達成
- 2006年
  - 10月5日 - 台北 - 板橋駅間で走行試験を開始
  - 10月24日 - 台中駅竣工。竣工式を行い、最初の供用可能な駅となる。
  - 10月30日 - 左営車両基地で低速試験走行中の試験車両が安全装置の誤作動を起こし50cm脱線
  - 10月31日 - 左営駅竣工
  - 11月3日 - 嘉義駅、台南駅竣工
  - 11月7日 - 新竹駅竣工
  - 11月10日 - 桃園駅竣工
  - 11月16日 - 板橋駅竣工
  - 11月24日 - 検測作業車が営業線内で脱線
  - 12月7日 - 内外関係者を招聘しての開業式典は、営業運転の準備、開業監査の過程などからキャンセル。
  - 12月24日 - 交通部、最終監査結果を検討、合格とする。
  - 12月26日 - 試験運転中にマグニチュード6.7の地震（2006年恒春地震）が発生、台南 - 左営（高雄）間で揺れを感知し自動的に停車。被害はなかった。
  - 12月27日 - 交通部、営業許可を台湾高鉄公司に与える。
- 2007年
  - 1月5日 - 板橋 - 左営、1日19往復の運行で仮営業開始
  - 2月14日 - 台北 - 板橋、上り台北行きのみ仮開業。春節期間中の特別措置として、料金不要。
  - 3月2日 - 台北 - 左営間、正式に開業・営業開始。
  - 3月20日 - 電話予約受付開始
  - 3月31日 - ダイヤ改正で上下計25往復に増発。
    - 直達（板橋・台中停車）4往復増
    - 直達快車（板橋・台中以南各駅）2往復新設

  - 5月1日 - 台北 - 台中の航空路線が撤退
  - 5月29日 - 台湾国籍の運転士6名（女性1名）が運転士養成試験に合格。
  - 6月1日 - 2回目のダイヤ改正[* 1]。上下計31往復に増発。
    - 直達快車4往復増
    - 区間車（台北 - 台中間各駅停車）2往復増
    - 台北発を毎正時に。
    - 台北 - 高雄間の所要時間が直達車は100分→96分、各駅停車は130分→120分にそれぞれ短縮される。

  - 7月27日 ダイヤ改正で上下計37往復に増発
    - 直達1.5往復増、直達快車0.5往復、各駅停車4往復、区間車1往復新設。
    - 朝通勤時に直達車（104・105次）による緩急追い越しダイヤが初めて実現する。

  - 8月10日 - 嘉義BRTで着工式典[* 2] が行われる。
  - 8月16日 - 台北 - 嘉義の航空路線が撤退
  - 8月18日 - 台風上陸に伴い、18時ごろまで全面運休。18時以降各駅停車便のみ運行。翌日以降は平常運転に戻る。
  - 9月14日 - ダイヤ改正でデータイムを中心に下り45本、上り46本に増発（直達車5往復、直達快車3往復、区間車0.5往復新設）。
  - 9月24日 - 午前6時よりインターネットによる予約が可能に。
  - 10月7日 - 台風上陸に伴い、前日と当日のチケット予約者を対象に日中の列車を全車自由席とする措置。
  - 10月末 - 海苔巻き・サンドイッチの軽食の車内販売を開始（100元。指定列車のみ）
  - 11月9日 - ダイヤ改正。下り57本、上り56本に増発。
    - 台中以北が各駅停車、台中 - 左営がノンストップになる直達快車が新設される。
    - ほぼ終日にわたり緩急追い越しダイヤ（南下列車は台中で緩急接続）が実施され、運転時間帯も拡大される。

  - 11月12日 - 自由席を導入（10 - 12号車）。料金は台北-左営で指定席の約7%割引である1385元。ただし、2007年いっぱいは販促目的で2割引の1190元（台北-左営間）となっている。
  - 11月15日 - 左営・台中駅と市街地を結ぶ無料シャトルバスを2ヶ月間限定で運行開始。（後に2008年末まで延長措置）
  - 11月21日 - アジア野球選手権（北京五輪予選）と連動した野球応援グッズつき非接触型IC乗車券（自由席のみ）を2,000セット限定で販売。また、乗客用の乗車券としては初のICカード式となった。
  - 11月21日 - インターネットでの予約期間を従来の「14日前から2日前まで」から「21日前から当日2時間前」に変更。
  - 12月26日 - 自由席を指定席の2割引で販売する販促期間を当初の2007年いっぱいから2008年2月末まで延長することを決定。
  - 12月28日 - 自由席を4両に増設（9 - 12号車）。
  - 12月31日 - 2008年の春節期間中（2月1日 - 2月12日）に自由席は設けないことと、週末ダイヤで運行することが正式決定される。
- 2008年
  - 1月18日 - ダイヤ改正[* 3]。曜日別ダイヤの導入に伴い、週末を上下63往復（金曜・月曜は60往復、平日火曜 - 木曜は57往復）に増発する。
    - 直達快車が激減
    - 毎時の直達 - 各駅停車の比率がほぼ2 - 2ダイヤとなる。

  - 1月25日 - 桃園・新竹・嘉義・台南駅でも無料シャトルバスの運行を開始（嘉義は5月から有料）。
  - 1月31日 - 嘉義BRTが全線開業。
  - 3月1日 - 新割引制度開始。ビジネス席料金20%引き（台北、左営（高雄）間、2,440元から1,950元に）。優待票対象の子供や高齢者・障害者はさらに50%引き（975元）。このほかビジネス団体席を25%引き。2月で終了する自由席の販促を1割引で継続（台北、左営（高雄）間、1,340元に）。
    - 遠東航空の台北 - 台南線、立榮航空の台北 - 高雄線が撤退。

  - 3月9日 - 左営駅で接続する高雄捷運紅線が開業。
  - 3月15日 - 3月31日から6月30日までの期間限定で、平日の乗車率向上を目的とした全車両（月曜から木曜日。ただし法定休日と休前日は適用外）2割引の販促と該当料金による予約を開始。対象期間中は普通車指定席で台北-左営（高雄）間で1,190元となる。自由席とビジネス席は既に始まっている期間限定割引との重複が適用されるため、同区間でそれぞれ1,070元、1,560元（優待票はこの限りではなく、通常料金または3月1日開始の割引料金からの半額割引となる）。
  - 3月22-23日 - 台湾総統選挙に伴う帰省ラッシュに合わせて3本(下り1本・上り2本、いずれも各駅停車タイプ)の全車自由席（ビジネス席除く）の臨時列車が運行される。1本は通常の運行時間帯を越えた台北着24:00のダイヤだった。
  - 4月1日 - 台北(松山機場) - 高雄間の航空路線が1日15往復に減便。
  - 4月16日 - 高雄捷運紅線開業によるアクセス改善が達成されたため、左営駅発着の無料シャトルバスが運行停止。
  - 4月19日 - 自転車・ペットの持ち込みが条件付きで解禁される。
  - 5月1日 - 桃園国際空港 - 高雄間の国際線連絡便が8便から4便に半減（エバー航空が廃止、中華航空は1日4便に減便）。
  - 5月12日 - 遠東航空の経営破綻で同社の国内航空路線の全便の運航がこの日で終了する。
  - 5月16日 - 臨時ダイヤの定期化として、金曜日下りと日曜日上りをそれぞれ1本ずつ増発。
  - 6月1日 - 台北 - 高雄の航空路線が2社で1日6往復に減便（その後、同月下旬に更に半減）
  - 6月16日 - 自動音声ガイダンス方式での電話予約が始まる。（JRのプッシュホン予約と似た方式）
  - 7月1日 - 3月31日から6月30日までの限定で行われていた割引料金が継続。
    - 復興航空、台北-高雄線から撤退。

  - 7月4日 - ダイヤ改正[* 4]。週末を上下70往復（金曜・月曜は66往復、平日火曜 - 木曜は64往復）に増発する。
    - 直達快車が激減
    - 毎時の直達 - 各駅停車の比率がピーク時間帯は2 - 3、その他の時間帯もほぼ2 - 2ダイヤとなる。
    - 台中 - 左營間の区間車が新設され、運転時間帯が深夜12時まで拡大される。

  - 8月1日 - 台北-台南間の航空路線が消滅。（復興航空の撤退）
  - 8月16日 - 華信航空、台北-高雄線を1日1 - 2便（週12→7便に減便）、9月末での撤退を民航局に届出。
  - 8月29日 - エバー航空が傘下の高鐵と提携し、桃園国際空港の自社便出発旅客に限り台中・嘉義・台南・高雄 - 桃園間の高鐵料金を半額に割引くキャンペーンを3ヶ月限定で始める。
  - 9月1日 - 華信航空、台北-高雄線を週3便に減便。
  - 10月 - 日本連合（TSC：台湾新幹線株式会社）による開業後の運営サポート契約が満了。
  - 10月31日 - 台南沖を震源とするプレート型地震で台南を中心とした南部で日中計5回の地震を観測（最大M4.8）で、台南縣内では16:38ごろに最大震度4を観測。付近を走行中の3本の列車はユレダスにより直ちに停止措置が取られたほか、運行再開後の徐行などで、計35本の列車に最大63分の遅れが生じた。乗客の死傷者はゼロ。
  - 11月1日 - 「双色割引キャンペーン」[* 5] という新たな料金割引制度を実施。指定席料金は曜日、時間帯により6.5（オレンジ料金）割または8.5割（青料金）の販促が開始し、自由席料金は全額指定席料金の9.3割に戻る。対象期間中は普通車指定席で台北-左営（高雄）間で965元（オレンジ料金）、1,265元（青料金）、1,490元（通常料金）となり、普通車自由席で1,385元となる。時間帯により指定席料金が自由席料金より安いことは特徴で、ラッシュアワーと自由席の混雑解消を狙う目的も含まれる。
  - 11月6日 - 午前5時に保守車両が台北駅南300メートルのポイントに乗り上げ、脱線した。事故の復旧するため台北 - 板橋区間に終日不通になった。
  - 12月1日 - ダイヤ改正[* 6]。各駅停車は下り1本、上り1本に増発。上り402列車（左営6:30発）は202列車に変更し、新竹、桃園は通過駅になり、従来より12分短縮。上り102列車（左営6:36発）は各駅停車402列車に変更。
    - チャイナエアラインが高鐵と提携し、桃園国際空港発着の自社便往復航空券での一部を除く国際線出発旅客に限り台中・嘉義・台南・高雄-桃園間の指定席料金を49 - 53%割引くキャンペーンを始める。
- 2009年
  - 1月17日 - 17日未明、高雄県燕巣近くで保線車作業車同士が正面衝突し、11人が負傷するという事故が起きた。ドイツから新規購入した保線車のテストが行われていたが、停止していた保線車にもう一方の保線車が時速35キロのスピードで突入した。当時は濃霧で視界が悪かった。午前6時半の始発には影響はなかった。
  - 3月16日 - 景気低迷による経費削減策の一環で運行本数の週942本から週816本に減便したダイヤ[* 7] をこの日から実施。
  - 7月1日 - 4名利用で1名分の料金が免除(1人あたり25%割引)されるキャンペーンを開始（既存の『双色割引』との併用可）。
    - 同日、夏季ダイヤ(7月 - 8月)として週863便への増便と、自由席車の減車(月-木曜日は9 - 12号車の4両から11・12号車の2両に、金 - 日曜日は全車指定席)を実施。

  - 7月20日 - ネット予約に対し、5%の割引[* 8] を開始。(大人経済車・商務車指定席のみ)
  - 12月16日 - 桃園駅にチャイナ・エアラインのチェックイン・カウンターが開設[* 9] される。
- 2010年
  - 1月5日 - 開通3周年記念カード（台灣高鐵通車3周年紀念票卡）が発売される。同線初の1日乗車券で、任意の1日間、全線の自由席に乗り放題。
  - 1月8日 - ダイヤ改正[* 10]。週末を中心に週879便に増便。
  - 2月23日 - 全家便利商店(ファミリーマート)での乗車券(自由席除く)販売を開始。QRコードを用いたEチケットサービス。
  - 3月1日 - ダイヤ改正[* 11]。夜間下りの299号(板橋と台中からの各駅停車)を桃園国際空港の深夜到着便との接続を考慮して、板橋通過・桃園停車の399号に変更。定期列車で唯一、板橋を通過する列車。
    - 同日、エバー航空が桃園駅構内にチェックイン・カウンターを設置、供用開始[* 12]。

  - 3月4日 - 高雄県甲仙郷でM6.4の地震が発生し、付近を走行中の6本の営業列車が地震計作動により緊急停止するも、台南駅付近を走行中の110号列車の1両が脱線。台中-左営間が終日不通となったものの、全列車の乗客延べ2,400人程度に死傷者はなく、全員避難した。
  - 3月5日 - 始発から台中 - 左営間を双単線方式で運行再開。運行本数は減らした。
  - 3月9日 - 正常ダイヤによる運行を再開。
  - 4月21日 - 統一超商(セブンイレブン)でも乗車券販売を開始。コンビニでの販売拠点拡大に伴い、インターネット予約への割引が廃止される。
  - 4月24日 - 運転士が居眠り運転[* 13]。デッドマン・システムが作動、一度は目覚めた運転士が自己解除するも二度寝。最終的にはATCにより停車駅では自動停止した。運転士には睡眠障害の症状が認められたが、2003年に山陽新幹線で起きた睡眠時無呼吸症候群によるものではなく、勤務当日睡眠薬を服用していたため。
  - 7月1日 - ダイヤ改正[* 14]。列車番号の再編と、増発がなされる。また自由席用回数券や定期券が解禁。
  - 8月3日 - 開業以来の総乗客数が1億人を突破。
  - 10月1日 - ダイヤ改正
- 2011年
  - 1月2日 - 台湾鉄路管理局沙崙線が開業し、沙崙駅を介して台南市街地への鉄道連絡が実現。
  - 8月8日 - 立榮航空がこの日を最後に台北-屏東線から撤退、この区間の空路が消滅。
  - 10月17日 - 平日夕方の2便を自由席4両化
  - 10月28日 - iOS端末でチケットレス乗車サービス「台灣高鐵 T Express 」が供用を始めた。オンライン購入したチケットを画面上でQRコードとして表示し、改札機にかざす方式。
  - 11月11日 - 台湾鉄路管理局六家線が開業・内湾線が営業再開し、六家駅を介して新竹市街地への鉄道連絡が実現。
  - 12月6日 - 「台灣高鐵 T Express 」がAndroid端末でも利用可能に(1.6以上)
  - 12月15日 - 悠遊カードによる自由席乗車サービスが開始。当初は、クレジット機能がついた「悠遊聯名カード」のみでのサービス。
- 2012年
  - 2月16日 - 「台灣高鐵 T Express 」がWindows Mobile端末でも利用可能に(6.5以上)
  - 3月2日 - ダイヤ改正。直達系統(金曜夜下り1本、月曜朝上り1本の準定期列車)の台南停車が実現し、台北-台南間の最速所要時間が87分に短縮される。
  - 3月20日 - 「台灣高鐵 T Express 」がSymbian OS搭載の端末(S60)でも利用可能に
  - 5月24日 - 川崎重工業[* 15] と東芝[* 16]、増備車を受注（下記の車輌欄も参照）
  - 6月26日 - 「台灣高鐵 T Express 」がWindows Phone端末でも利用可能に(7.5以上)
  - 7月23日 - 弁当の車内販売を再開（便限定）
  - 8月1日 - 平日早朝の2便(曜日によって運行区間・列車番号が異なる同一ダイヤの列車)を新たに自由席4両化
  - 8月31日 - 華信航空が台北-高雄線から撤退し、この区間の空路が消滅。
    - 無線通信事業者のzh:威達雲端電訊(Vee Telecom)が台中-左營間でWiMAXサービスの提供を開始。[* 17][* 18]

  - 12月1日 - 弁当のメニューを更新。
  - 12月17日 - 開業以来の総乗客数が2億人を突破。
  - 12月23日 - 増備車の第1編成(TR31)が高雄港に到着。
  - 12月 - 威達雲端電訊(Vee Telecom)のWiMAX提供エリアが台北-台中に拡大し、全区間で利用可能に。[* 19]
- 2013年
  - 1月15日 - 雲林駅起工。
  - 1月25日 - 増備車の第2編成(TR32)が高雄港に到着。
  - 1月28日 - 苗栗駅起工
  - 2月6日 - 彰化駅起工。
  - 4月12日 - 新竹駅付近を走行中の左営発台北行車内で不審物が乗客により発見され、約600人が桃園駅で避難、その後爆発物と判明。犯人2人は桃園空港からマカオ経由で中国へ逃亡、14日に逮捕、16日に送還。[* 20][* 21]
  - 4月25日 - 台中駅で信号の電子連動装置に異常、午前中4時間にわたり全線運休。計44本が運休、約3万5千人に影響。自然災害以外の大規模運休は開業以来初。[* 22]
  - 6月24日 - 三菱重工業と東芝、台北-南港間9.2kmのうち未着工部分の約5kmにおける軌道・機電工事を約200億円で受注[* 23][* 24][* 25]
  - 7月22日 - 増備車の2編成が営業運転開始。
  - 9月2日 - ダイヤ改正。[* 26]
  - 9月24日 - T-Expressでの購入期限を60分前から5分前に短縮。また、同日よりブラウザからのインターネット予約が日本語に対応
  - 10月8日 - 開業以来初の運賃値上げ。（7.1～9.6%）[* 27]
- 2014年
  - 1月25日 - 増備車の第3編成(TR33)が高雄港に到着[* 28]。
- 2015年
  - 8月12日 - 増備車の第4編成(TR34)が高雄港に到着[* 29]
  - 9月24日 - 台湾交通部は、建設が進められていた苗栗、彰化、雲林各駅の工事が予定通り完了したと発表[* 30][* 31]。
  - 11月4日 - 苗栗、彰化、雲林の各駅が竣工。
  - 12月1日 - 苗栗、彰化、雲林の各駅の開業とともにダイヤ改正と運賃改定（値下げ）。また、各駅の自動改札機で磁気乗車券券面の表裏の区別なく通過できるようになった。
- 2016年
  - 1月28日 - 南港駅竣工とともに、台北と南港間において初の試運転[* 32][* 33]
  - 2月6日 - 美濃地震の影響で台中以南が翌日まで不通となる
  - 7月1日 - 南港駅延伸に伴いダイヤ改正。要員不足による減便・台北駅の交差支障解消による数分の所要時間短縮、始発駅基準で運転間隔の5分化、停車パターンの見直しが行われる。
  - 9月10日 - 台鉄豊富駅が苗栗駅前に移転開業[* 34]。
  - 12月4日 - 開業以来の総乗客数が4億人を突破[* 35]。（予約ベースであり、当該乗客の乗車日は12月31日）
- 2019年11月22日 - 新型券売機が稼働開始。従来は釣り銭が高額でも硬貨でしか受け取れなかったが、紙幣での受け取りも可能となった[* 36]。
- 2022年
  - 10月8日 - 台湾糖業鉄道庶埕線が嘉義駅に乗り入れ[* 37]。

年表に関する出典
1. ↑   アーカイブ 2014年7月14日 - ウェイバックマシン
2. ↑   アーカイブ 2007年9月26日 - ウェイバックマシン
3. ↑   アーカイブ 2014年7月14日 - ウェイバックマシン
4. ↑   アーカイブ 2014年7月13日 - ウェイバックマシン
5. ↑   (PDF) [PDFファイルの名無しリンク]
6. ↑   (PDF) [PDFファイルの名無しリンク]
7. ↑   アーカイブ 2014年4月11日 - ウェイバックマシン
8. ↑   アーカイブ 2009年7月19日 - ウェイバックマシン
9. ↑   アーカイブ 2009年12月31日 - ウェイバックマシン
10. ↑   アーカイブ 2010年3月17日 - ウェイバックマシン
11. ↑   アーカイブ 2017年9月12日 - ウェイバックマシン
12. ↑  [名無しリンク]
13. ↑   アーカイブ 2010年5月12日 - ウェイバックマシン
14. ↑   (PDF) [PDFファイルの名無しリンク]
15. ↑  台湾高速鉄道における鉄道車両の受注について-川崎重工業プレスリリース アーカイブ 2014年7月13日 - ウェイバックマシン
16. ↑  台湾高速鉄道における鉄道車両の受注について-東芝ニュースリリース アーカイブ 2013年1月15日 - ウェイバックマシン
17. ↑  （繁体字中国語）全區大三網 高鐵上網 アーカイブ 2012年11月20日 - ウェイバックマシン
18. ↑  （繁体字中国語）威達雲端 高鐵上網 試營運期間完全免費 アーカイブ 2012年9月20日 - ウェイバックマシン
19. ↑  （繁体字中国語）威達雲端 五都全達陣 アーカイブ 2013年1月16日 - ウェイバックマシン
20. ↑  毎日新聞 台湾:高速鉄道で避難騒ぎ 車内にガソリンと装置 アーカイブ 2013年4月24日 - ウェイバックマシン
21. ↑  台湾通信 台湾高速鉄道の爆弾犯人２人が中国で逮捕、主犯は飲料大手の黒松の董事
22. ↑  中央社日文新聞 台湾新幹線信号トラブル 今なお原因不明 アーカイブ 2023年4月4日 - ウェイバックマシン
23. ↑  台湾新幹線、南港駅までの延長工事を日本企業が受注-中央社(2013.6.24) アーカイブ 2013年6月27日 - ウェイバックマシン
24. ↑  東芝プレスリリース アーカイブ 2013年6月30日 - ウェイバックマシン
25. ↑  三菱重工業プレスリリース アーカイブ 2013年6月28日 - ウェイバックマシン
26. ↑  台灣高鐵9/2起實施新班表 每週增加12班次 8/6起開放售票 アーカイブ 2013年10月1日 - ウェイバックマシン
27. ↑  台灣高鐵10月8日起調整票價並擴大優惠 アーカイブ 2013年9月28日 - ウェイバックマシン
28. ↑  台湾新幹線の新車両が高雄港に到着-中央社2014.1.25 アーカイブ 2014年1月29日 - ウェイバックマシン
29. ↑  （繁体字中国語）高鐵TR34列車組抵台 因應新站營運-中央社2015.8.12 アーカイブ 2015年8月12日 - ウェイバックマシン
30. ↑  “交通部、12月1日の台湾新幹線新駅開業に自信 工事はすでに完了”. 中央通訊社. (2015年9月26日).  オリジナルの2015年10月11日時点におけるアーカイブ。 2015年10月8日閲覧。
31. ↑  “台湾高速鉄路、３新駅が12月初めに開業”. 日本経済新聞. (2015年9月12日).  オリジナルの2015年10月11日時点におけるアーカイブ。 2015年10月8日閲覧。
32. ↑  （繁体字中国語）高鐵南港站7月通車！搭到高雄左營要1530元 アーカイブ 2016年1月29日 - ウェイバックマシン
33. ↑  （繁体字中国語）【2016.01.28】高鐵南港到左營 車程估僅148分 -udn tv アーカイブ 2023年4月4日 - ウェイバックマシン
34. ↑  （繁体字中国語）(苗栗縣政府縣府新聞,2016年9月9日)台鐵新豐富站明啟用 縣長邀客搭雙鐵來苗輕旅行 アーカイブ 2016年9月18日 - ウェイバックマシン
35. ↑  （繁体字中国語）高鐵「第4億」幸運兒出爐！幸運兒超商買票中獎 アーカイブ 2016年12月26日 - ウェイバックマシン 2016年12月5日,TVBS
36. ↑  （繁体字中国語）“台高鐵更新自動售票機 可提供「找鈔票」”. 大紀元. (2019年11月22日).  オリジナルの2019年12月9日時点におけるアーカイブ。 2020年1月23日閲覧。
37. ↑  “蒜頭糖廠五分車通到高鐵嘉義站 形成最慢與最快雙鐵浪漫的邂逅” (Press release). 中華民国経済部. 8 October 2022. 2022年10月8日時点のオリジナルよりアーカイブ. 2022年10月8日閲覧.

## 車両

### 営業用車両

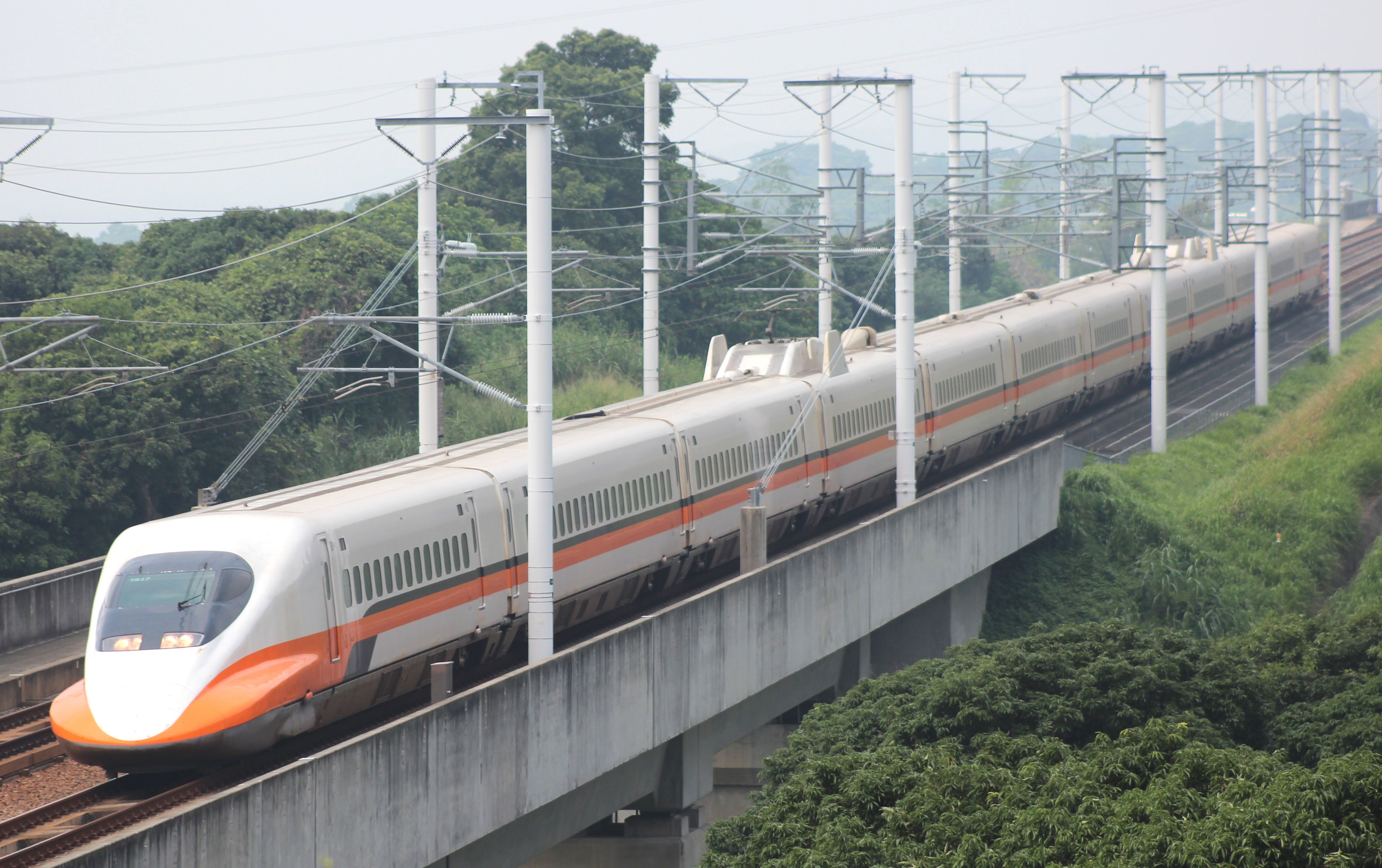
700T型

JR東海、JR西日本共同開発の700系の改良型。1編成12両。定員989人。全長約304m。
製造：川崎重工業、日立製作所、日本車輌製造
当初は700T型を2008年と2010年に8編成ずつ、2018年に5編成の増備が予定されていたが、開業が遅れたことにより、この日程もずれている。
2008年11月20日、台湾高鐵公司は2011年以降に新型車両の投入を表明、その後2012年4月19日に同公司の取締役会で66億2112万台湾ドル（約183億円）を投じて従来と同じ700T型電車4編成48両を2013年から2016年にかけて購入し、増備することを決定した。2015年に予定されている新設4駅の開業や休日ラッシュ時など増加し続ける輸送人員に対応するためである。かねてから一部装備の台湾メーカー参入が発表されていたが、普通車座席（標準車廂座椅）に台湾製が導入される。
- 700T型

### 導入予定
- N700ST型

JR東海、JR西日本共同開発のN700Sの改良型。
製造：日立製作所（笠戸事業所）、日本車輌製造
700T型の後継として12両編成12本の導入を予定している。

### 業務用車両
- DD30

開業時に導入した元日本国鉄車の置き換え用として台湾車両との共同開発で3両を導入。燕巣総合車両工場での入換用として使用。

### 過去の車両
- DD14 331（元JR西日本）
- DD16 20（元JR東日本大宮総合車両センター）

工事の際の建築限界測定車牽引及び燕巣総合車両工場での入換用として、車両番号や塗色の変更を施されることなく使用されている。軌間は標準軌に改軌され、車両牽引のため中間連結器を常時装備している。
- 0系21-5035（建築限界測定車、元JR西日本）

レーザー光線を使用した光学式建築限界測定車に改造され、開業前に牽引、推進運転して使用された。

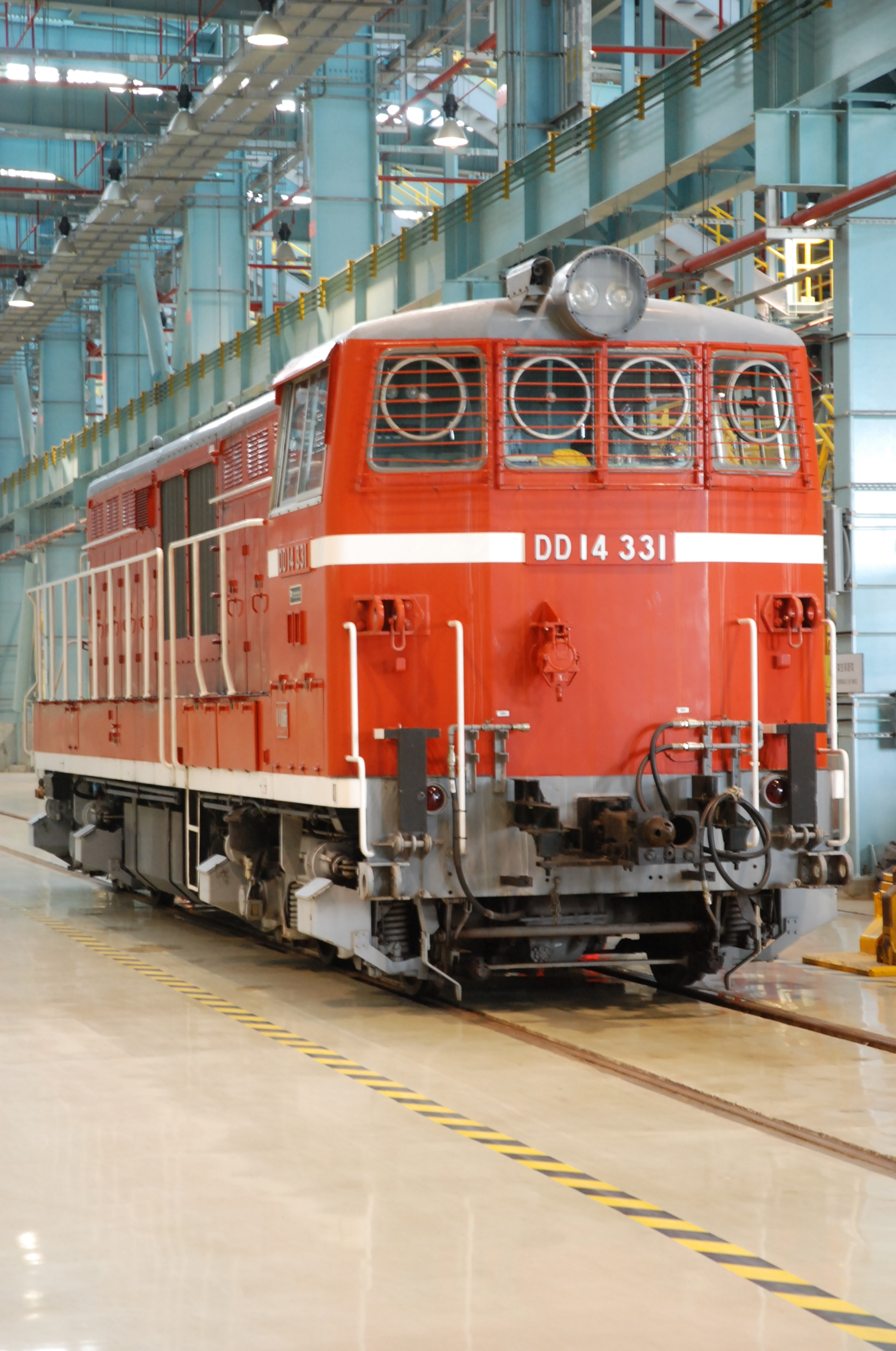
DD14
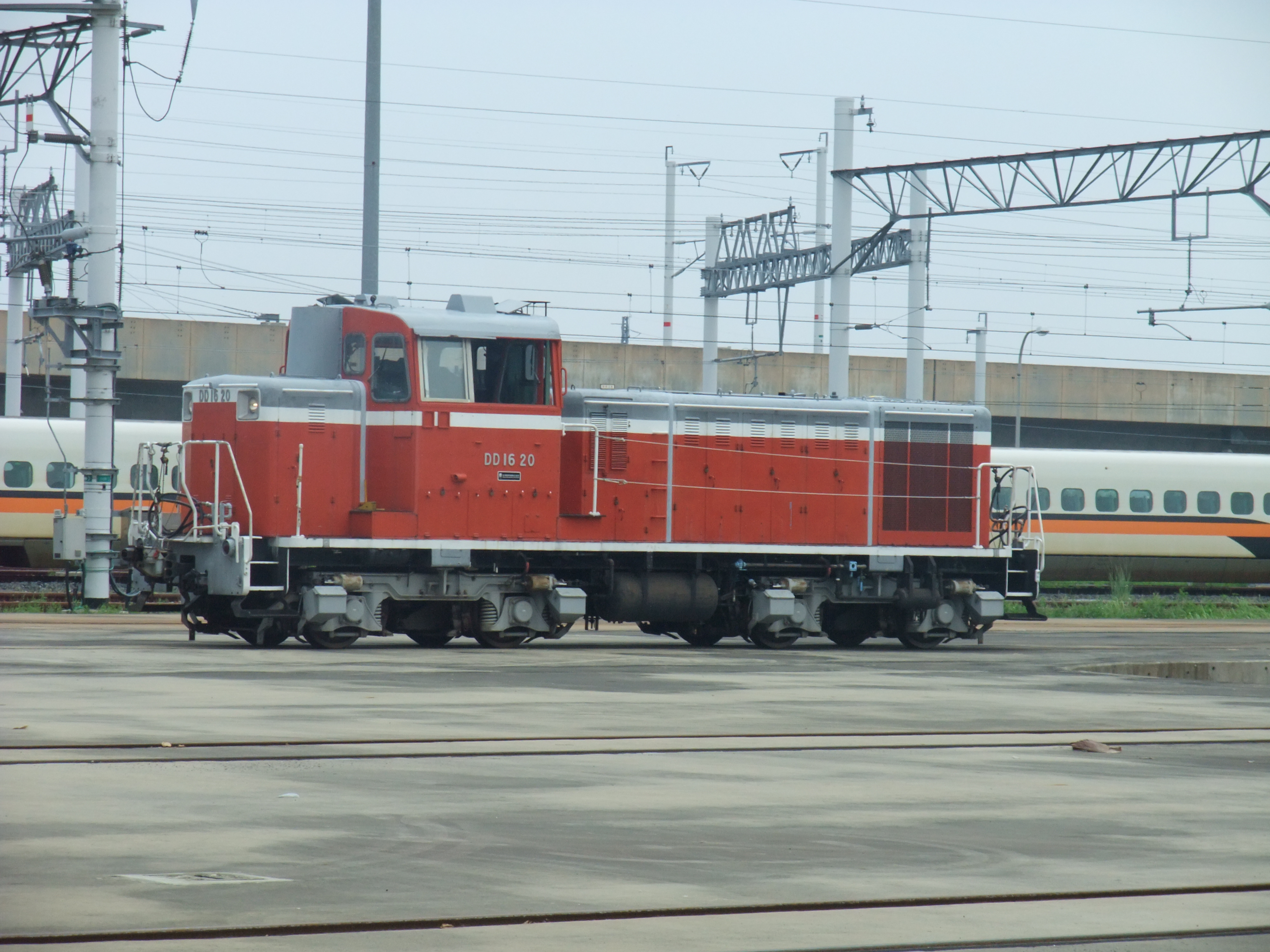
DD16
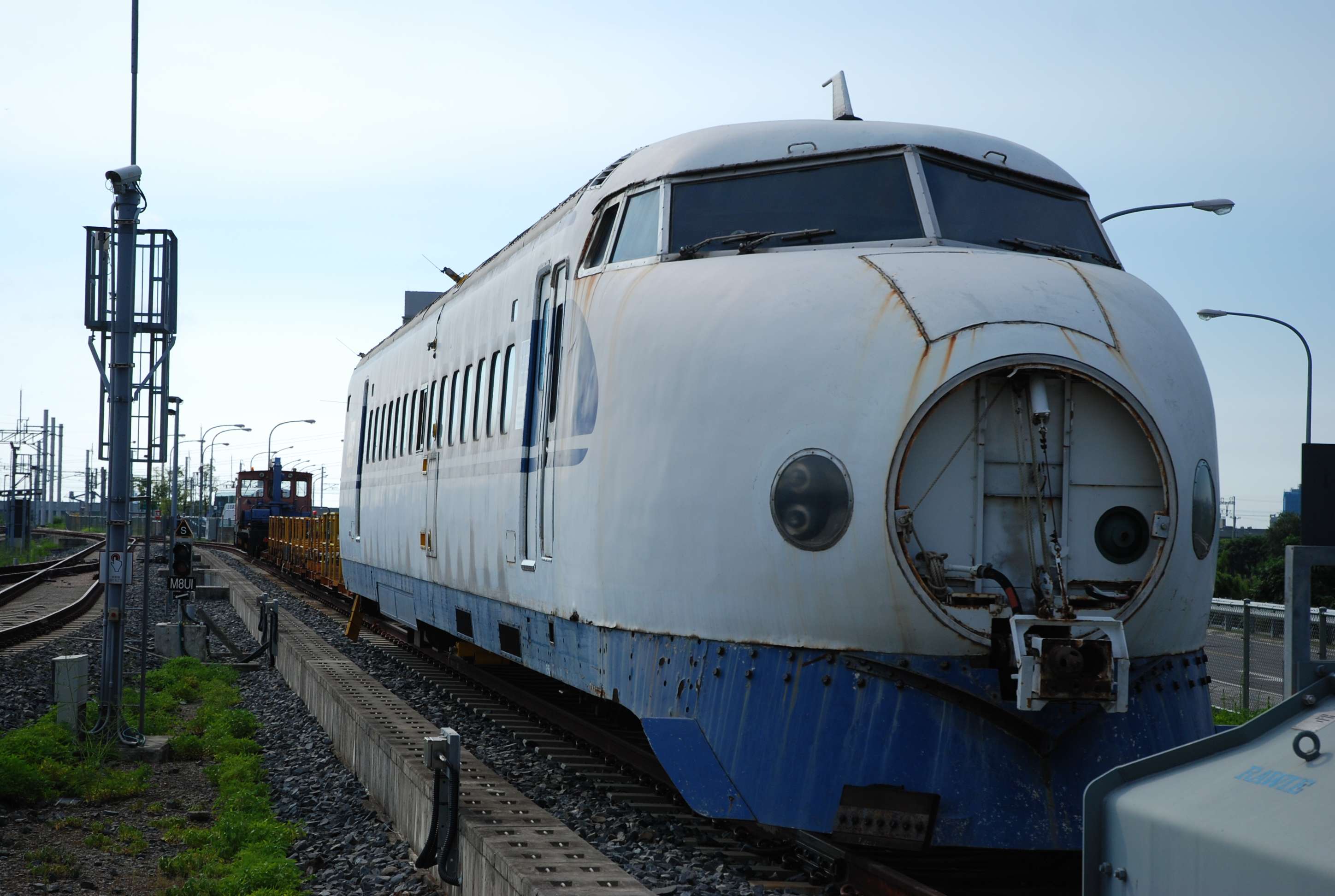
建築限界測定車（元0系）
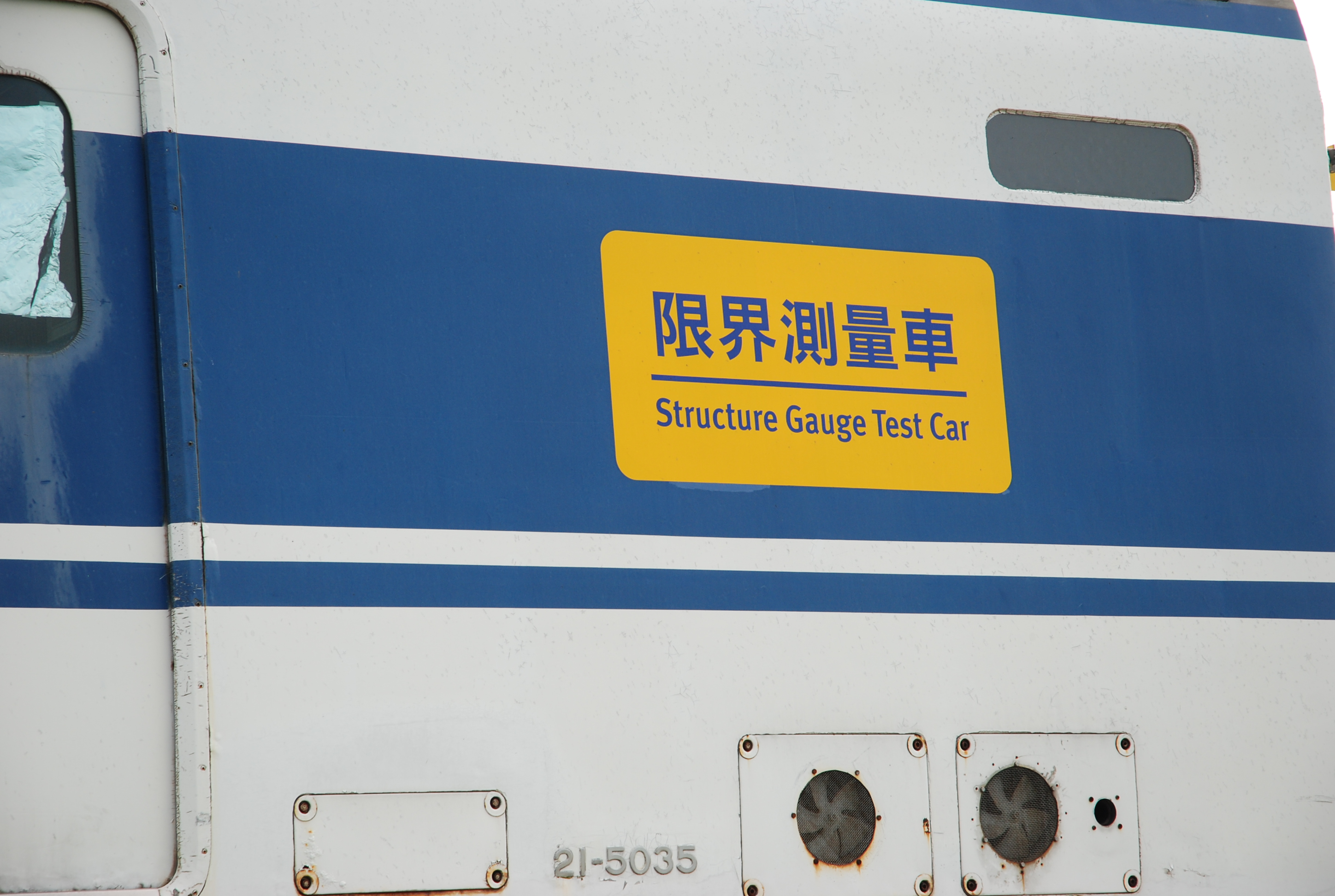
限界測定車のマーキング

## 駅一覧

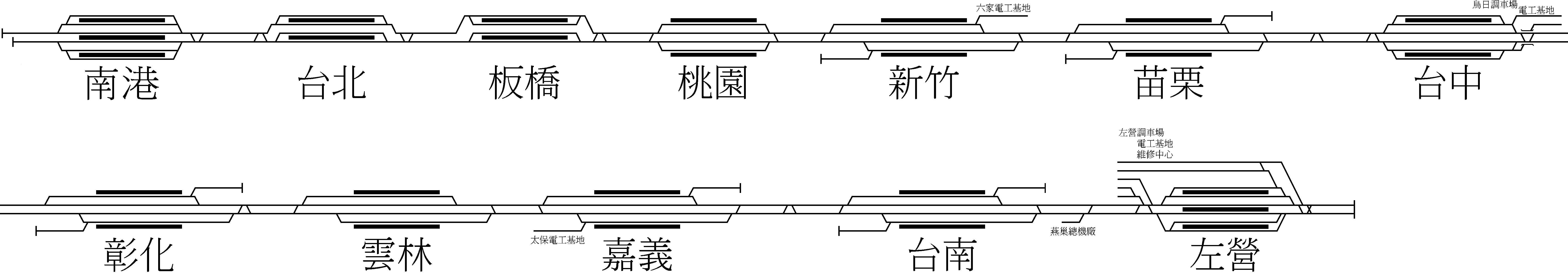
台湾高速鉄道全駅配線図

| 駅名   | 駅名              | 駅間距離 (km) | 累計距離 (km) | 接続路線                                                                   | 所在地        | 所在地        |
| 日本語 | 中国語 （正体字） | 駅間距離 (km) | 累計距離 (km) | 接続路線                                                                   | 所在地        | 所在地        |
| ------ | ----------------- | ------------- | ------------- | -------------------------------------------------------------------------- | ------------- | ------------- |
| 南港駅 | 南港車站          | -             | -9.202        | 台湾鉄路管理局：縦貫線 台北捷運：板南線                                    | 台北市        | 南港区        |
| 台北駅 | 台北車站          | 9.202         | 0.0           | 台湾鉄路管理局：縦貫線 台北捷運：淡水信義線・板南線 桃園捷運：桃園機場捷運 | 台北市        | 中正区        |
| 板橋駅 | 板橋車站          | 7.216         | 7.216         | 台湾鉄路管理局：縦貫線 台北捷運：板南線・環状線                            | 新北市 板橋区 | 新北市 板橋区 |
| 桃園駅 | 桃園車站          | 29.165        | 36.381        | 桃園捷運：桃園機場捷運 ⇒ 高鉄桃園駅                                        | 桃園市 中壢区 | 桃園市 中壢区 |
| 新竹駅 | 新竹車站          | 29.894        | 66.275        | 台湾鉄路管理局：六家線 ⇒ 六家駅                                            | 新竹県 竹北市 | 新竹県 竹北市 |
| 苗栗駅 | 苗栗車站          | 32.686        | 98.961        | 台湾鉄路管理局：台中線 ⇒ 豊富駅                                            | 苗栗県 後龍鎮 | 苗栗県 後龍鎮 |
| 台中駅 | 台中車站          | 60.868        | 159.829       | 台湾鉄路管理局：台中線 ⇒ 新烏日駅 台中捷運：緑線 ⇒ 高鉄台中駅              | 台中市 烏日区 | 台中市 烏日区 |
| 彰化駅 | 彰化車站          | 28.153        | 187.982       |                                                                            | 彰化県 田中鎮 | 彰化県 田中鎮 |
| 雲林駅 | 雲林車站          | 24.594        | 212.576       |                                                                            | 雲林県 虎尾鎮 | 雲林県 虎尾鎮 |
| 嘉義駅 | 嘉義車站          | 33.104        | 245.680       | 台湾糖業鉄道：蔗埕線 ⇒ 嘉義駅                                              | 嘉義県 太保市 | 嘉義県 太保市 |
| 台南駅 | 台南車站          | 62.276        | 307.956       | 台湾鉄路管理局：沙崙線 ⇒ 沙崙駅                                            | 台南市 帰仁区 | 台南市 帰仁区 |
| 左営駅 | 左營車站          | 31.328        | 339.284       | 台湾鉄路管理局：縦貫線 ⇒ 新左営駅 高雄捷運：紅線 ⇒ 左営駅                  | 高雄市 左営区 | 高雄市 左営区 |

### 各駅の構造

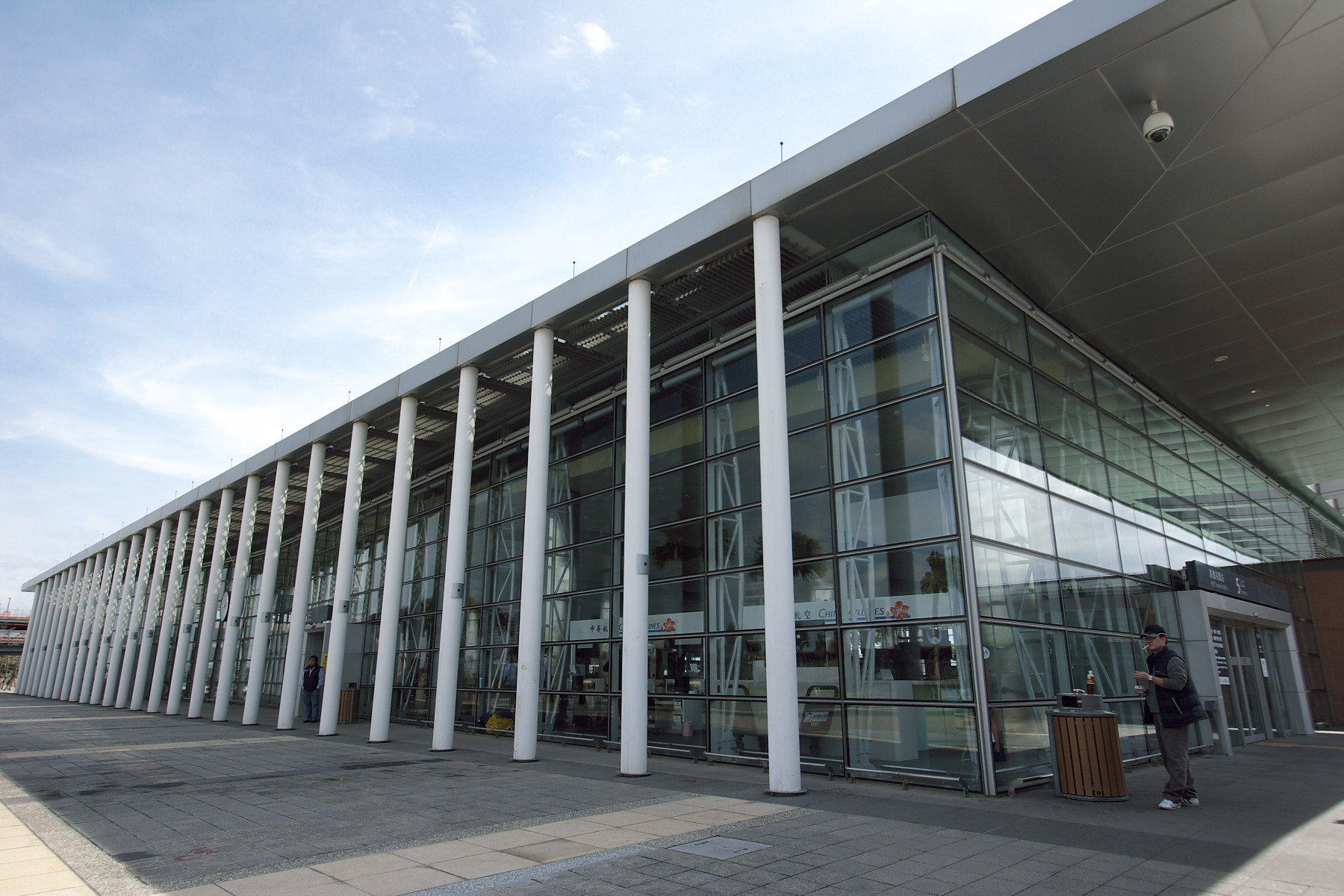
桃園駅
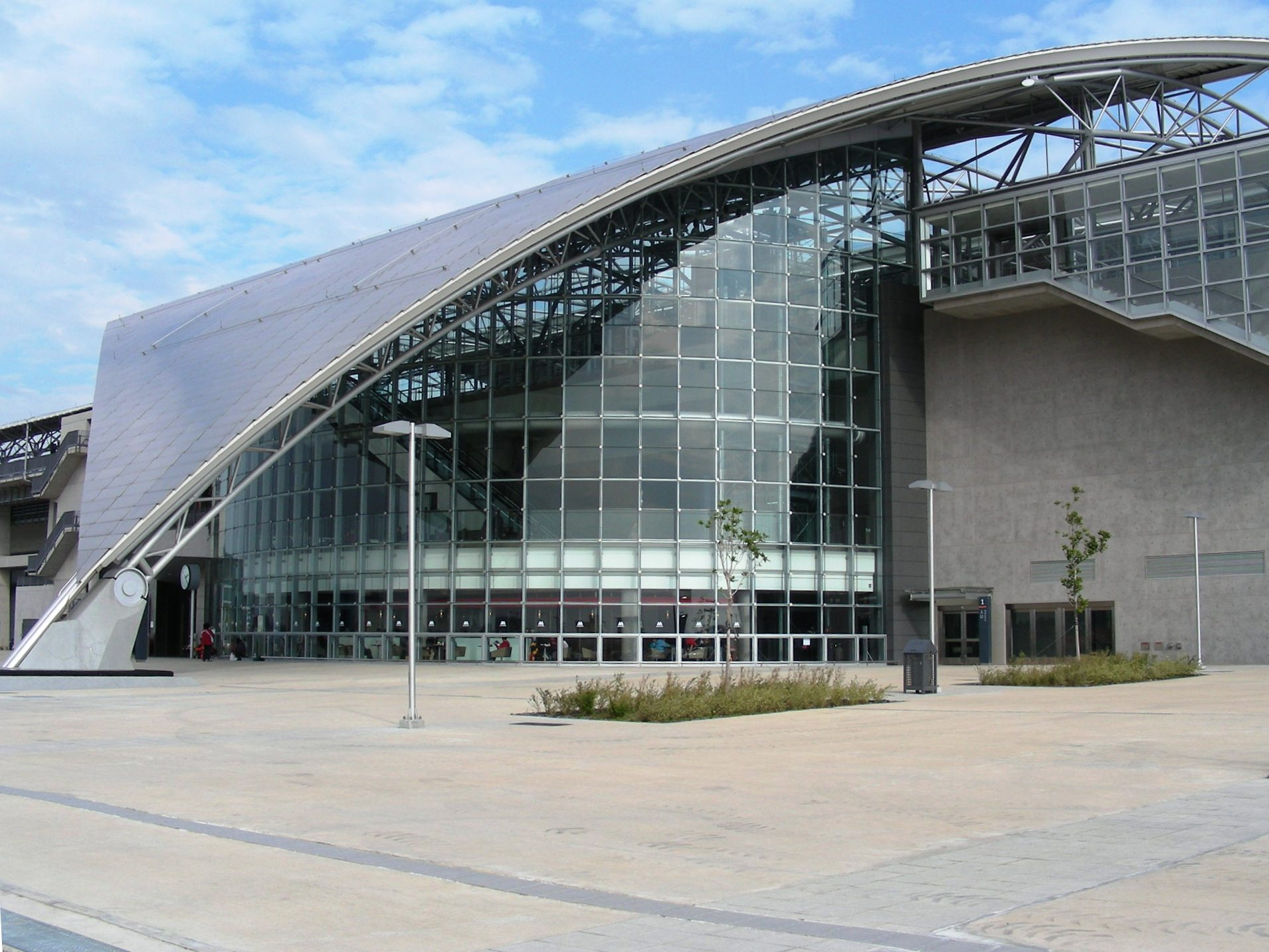
新竹駅
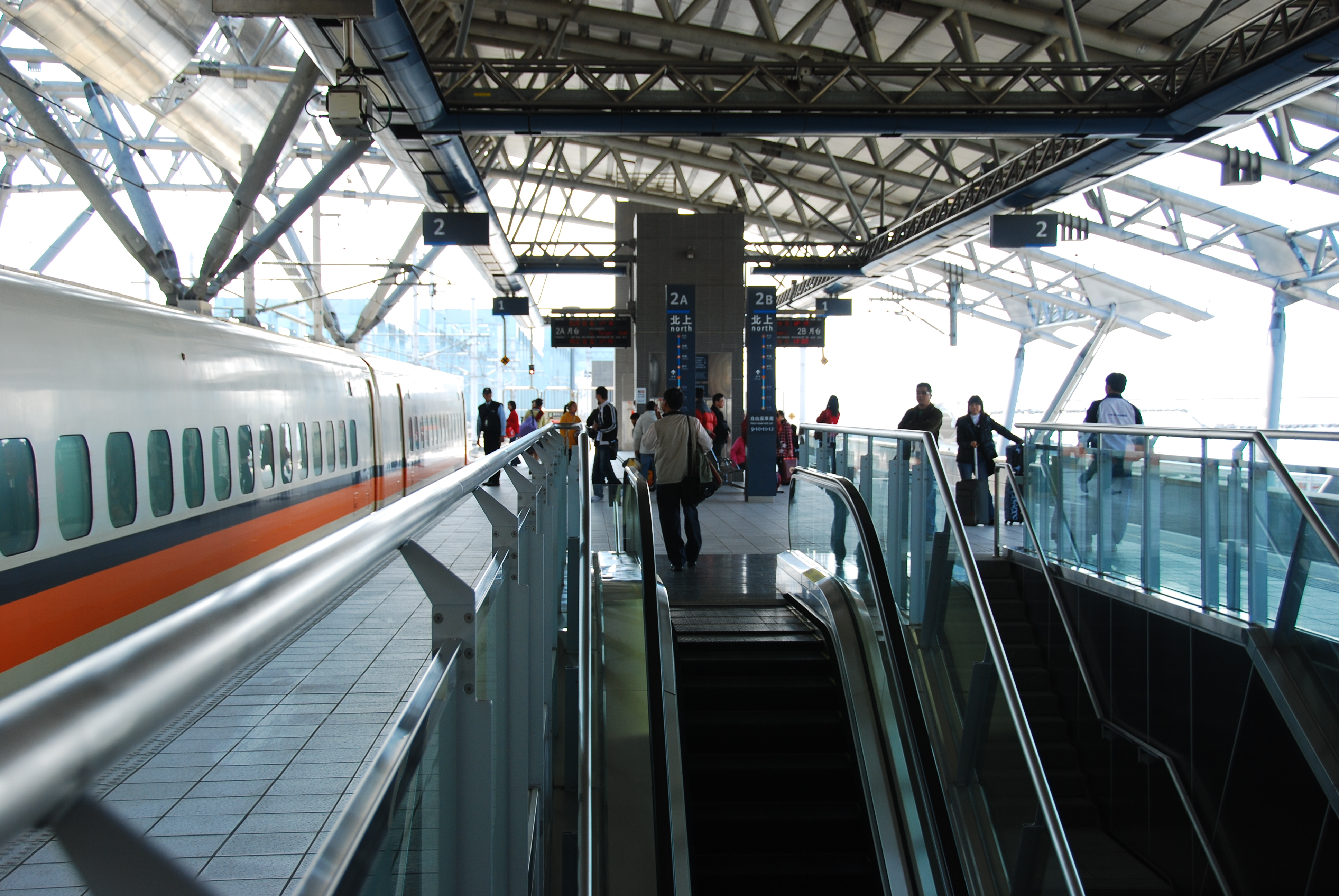
台中駅
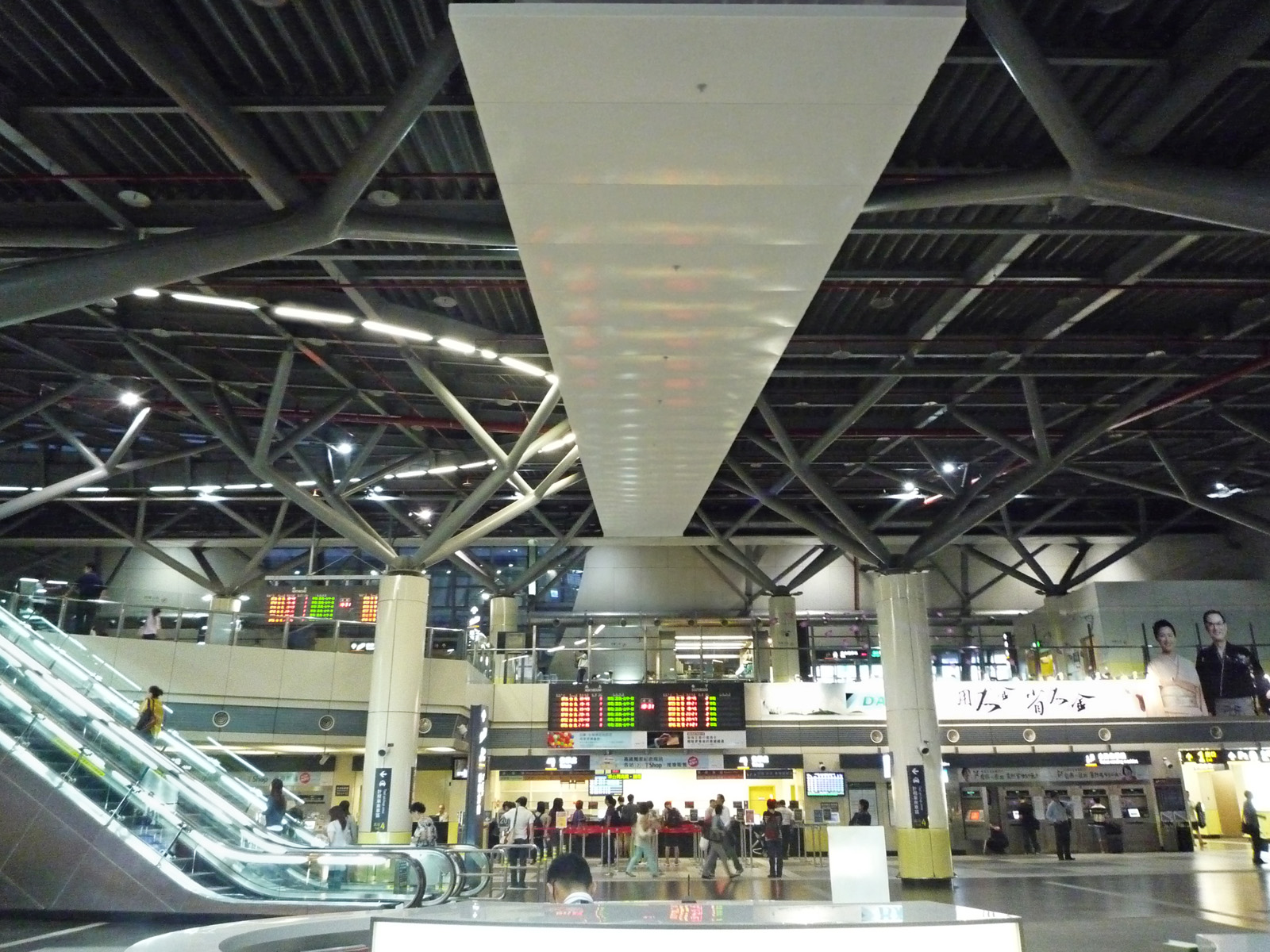
台南駅
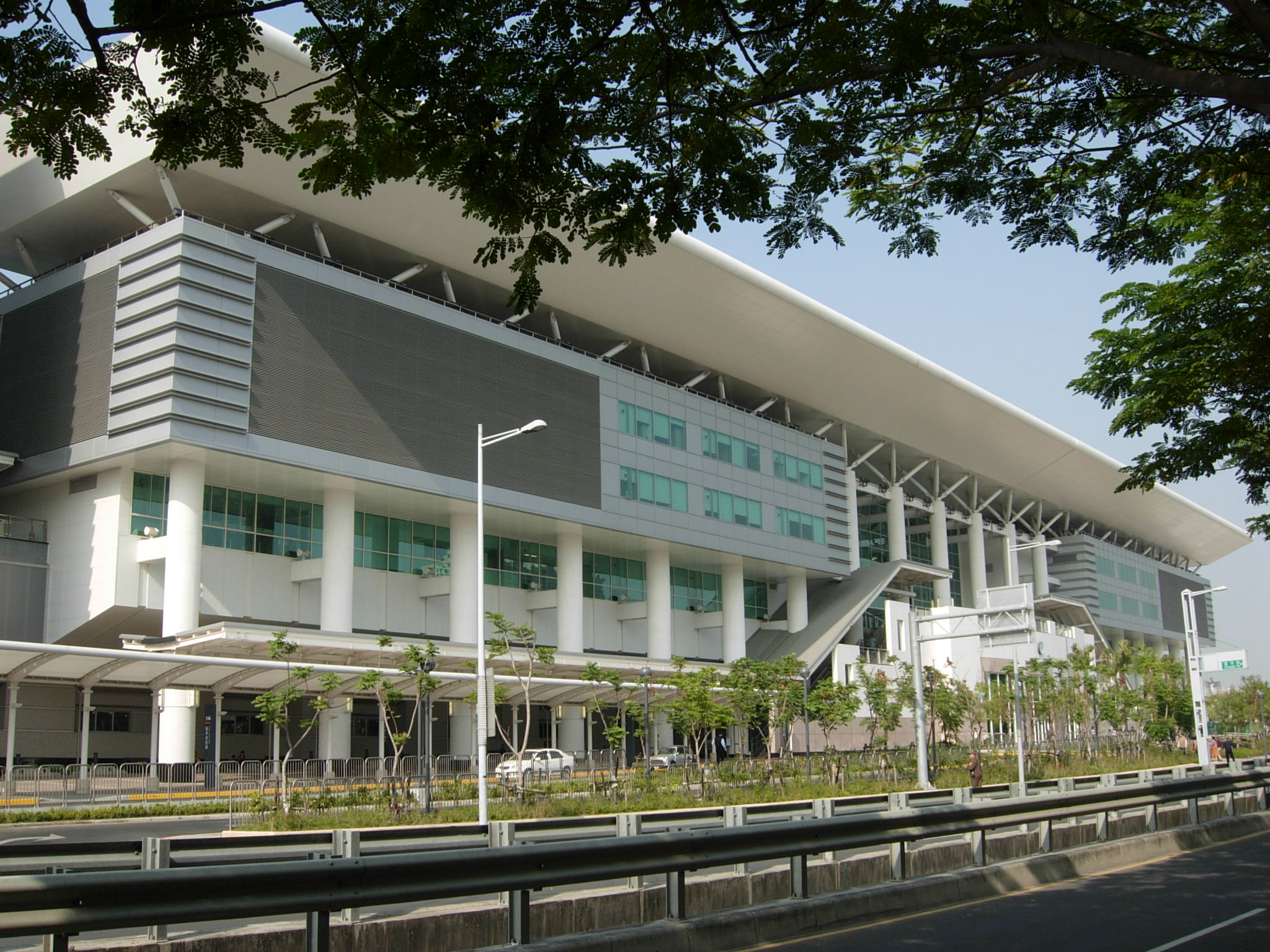
左営駅

| 配線分類 | 2面4線         | 2面2線+通過線                                        | 2面4線+通過線 | 3面6線（始終着駅） |
| 構内図   |                |                                                      |               |                    |
| 該当駅   | 台北駅・板橋駅 | 桃園駅・新竹駅・苗栗駅 彰化駅・雲林駅・嘉義駅 台南駅 | 台中駅        | 南港駅・左営駅     |

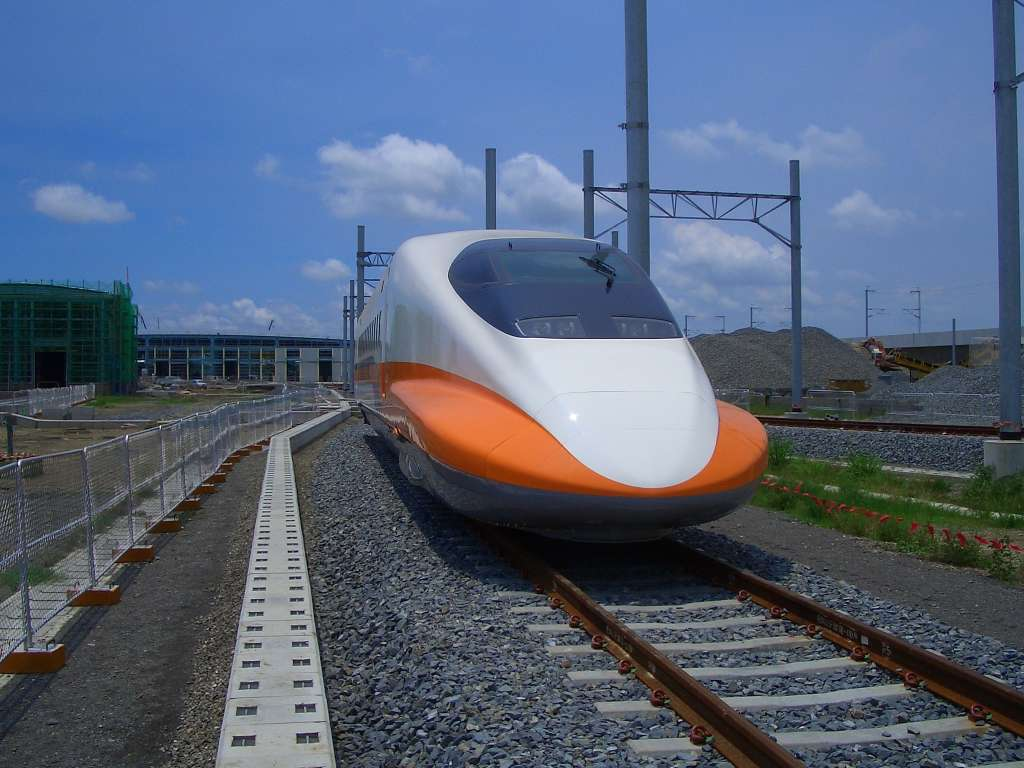
台湾高速鉄道700T型、高雄車輌基地（2004年8月)
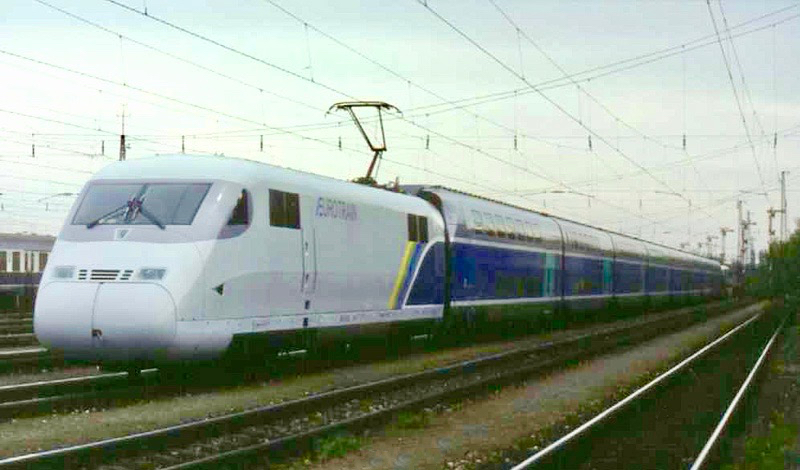
一時導入が検討された編成ユーロトレイン
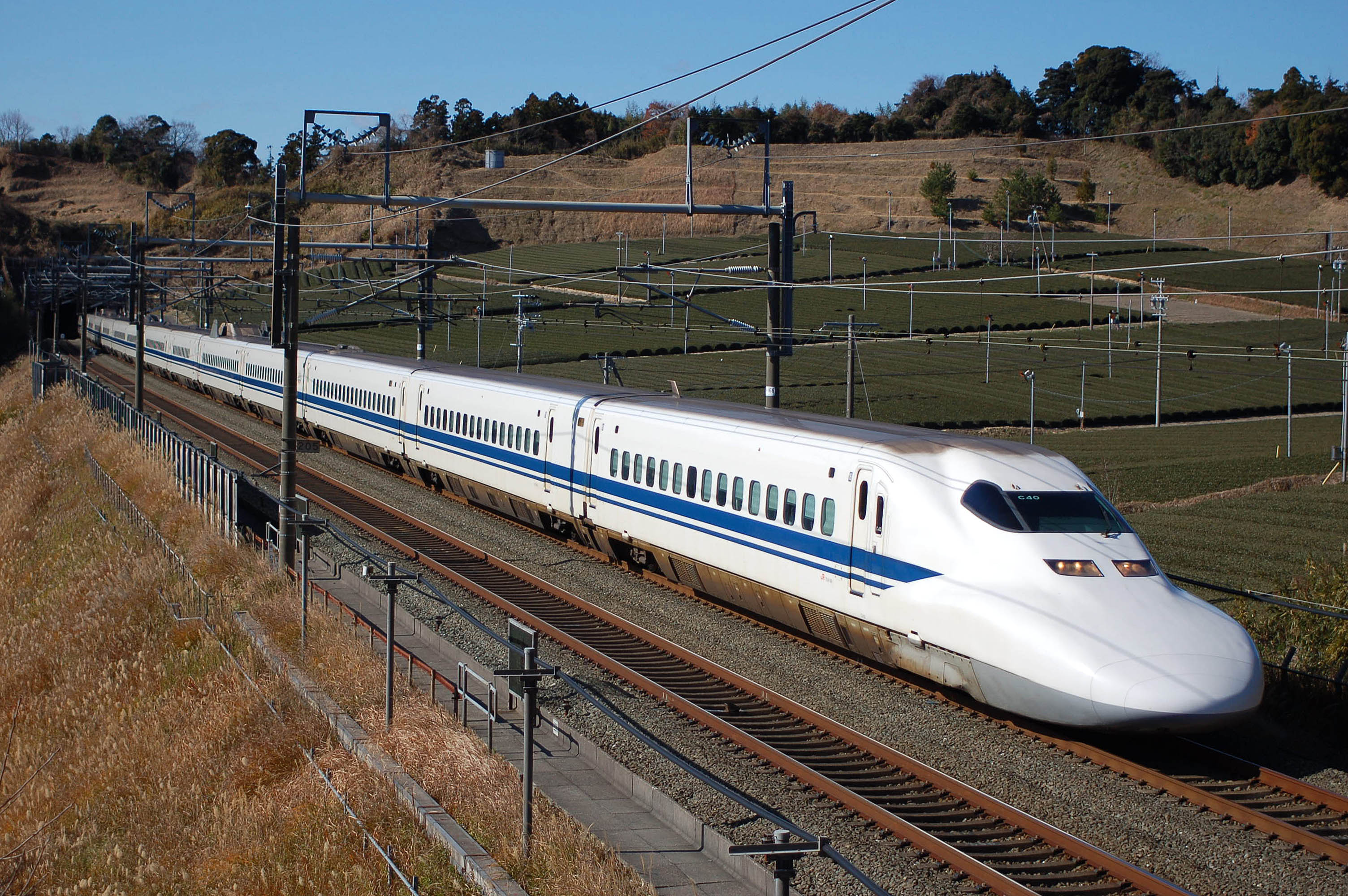
700T型のベースである700系
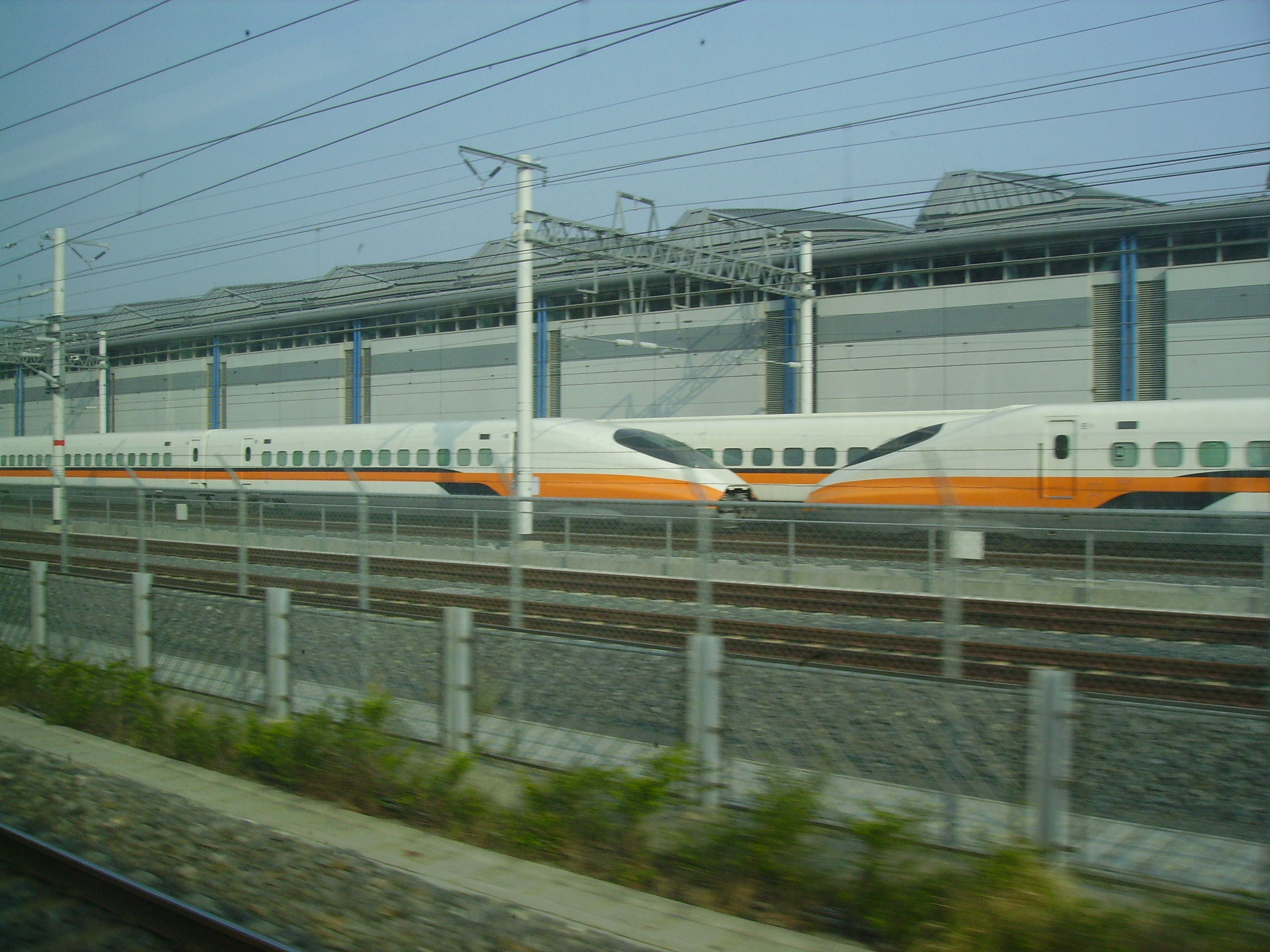
左営駅付近に停車する700T型車両（2006年3月）
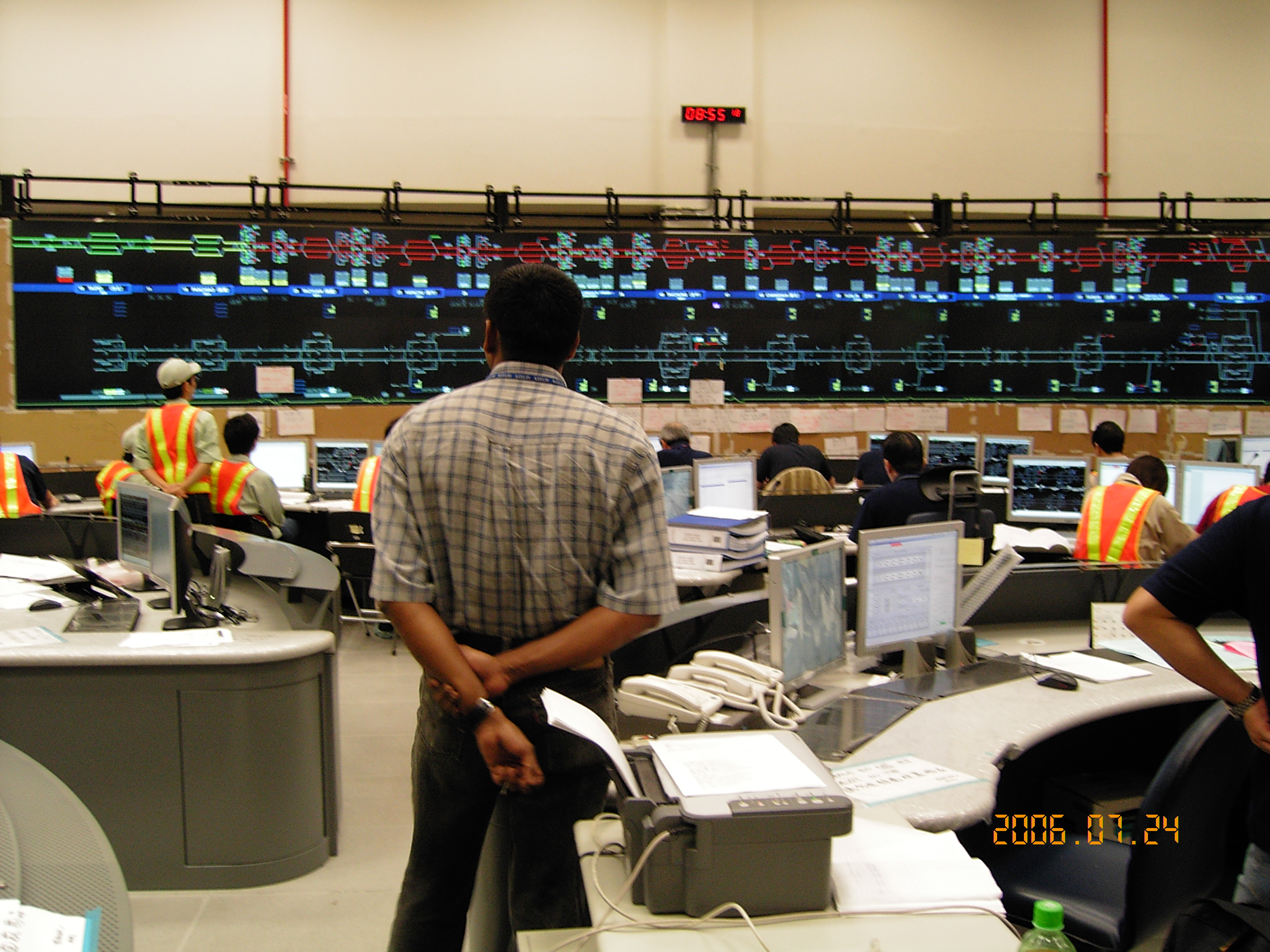
桃園指令所

- 桃園駅
- 新竹駅
- 台中駅
- 台南駅
- 左営駅

## 運営

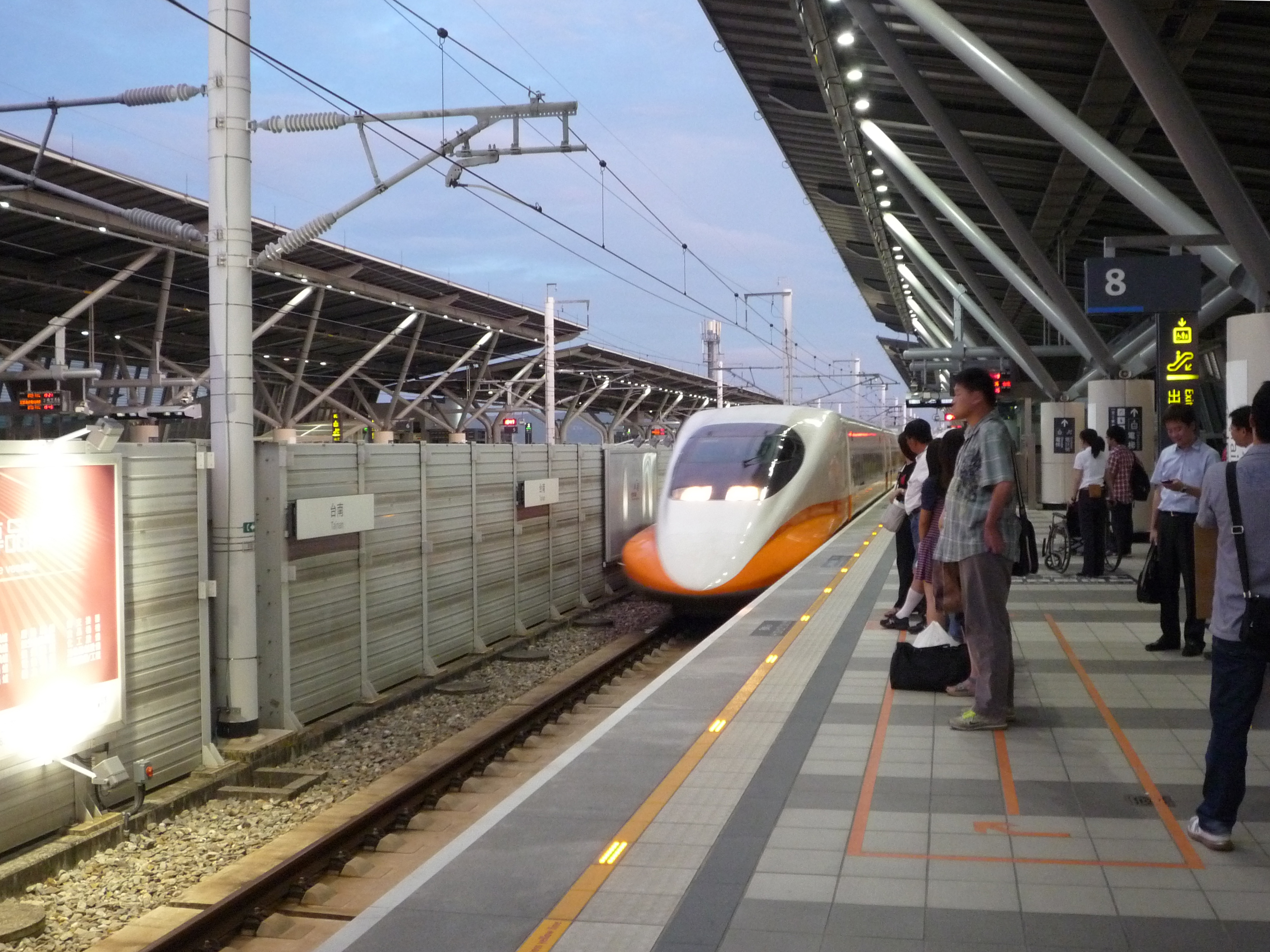
台湾高速鉄道のホーム（台南駅）

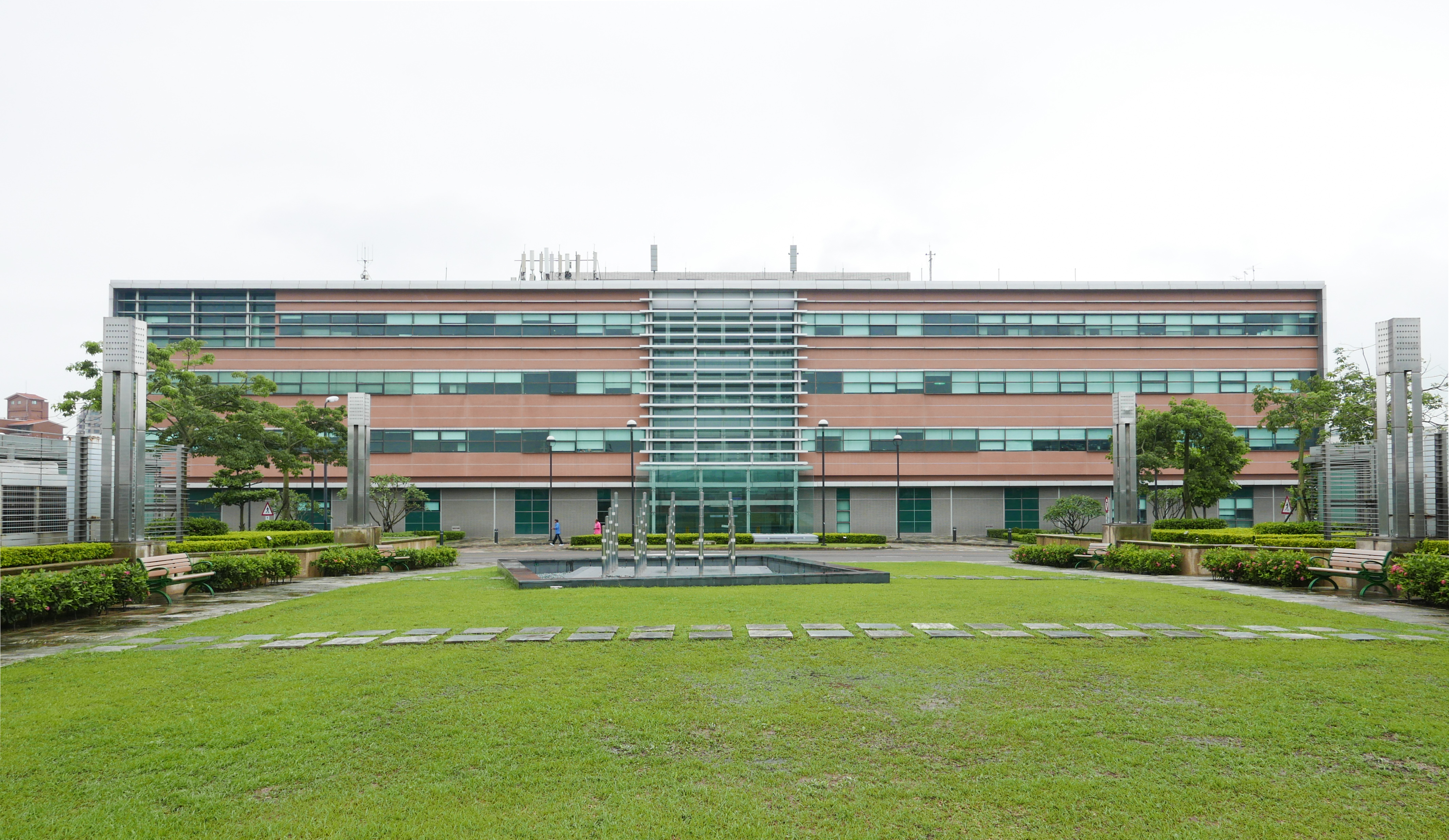
運行管理センター（桃園市）

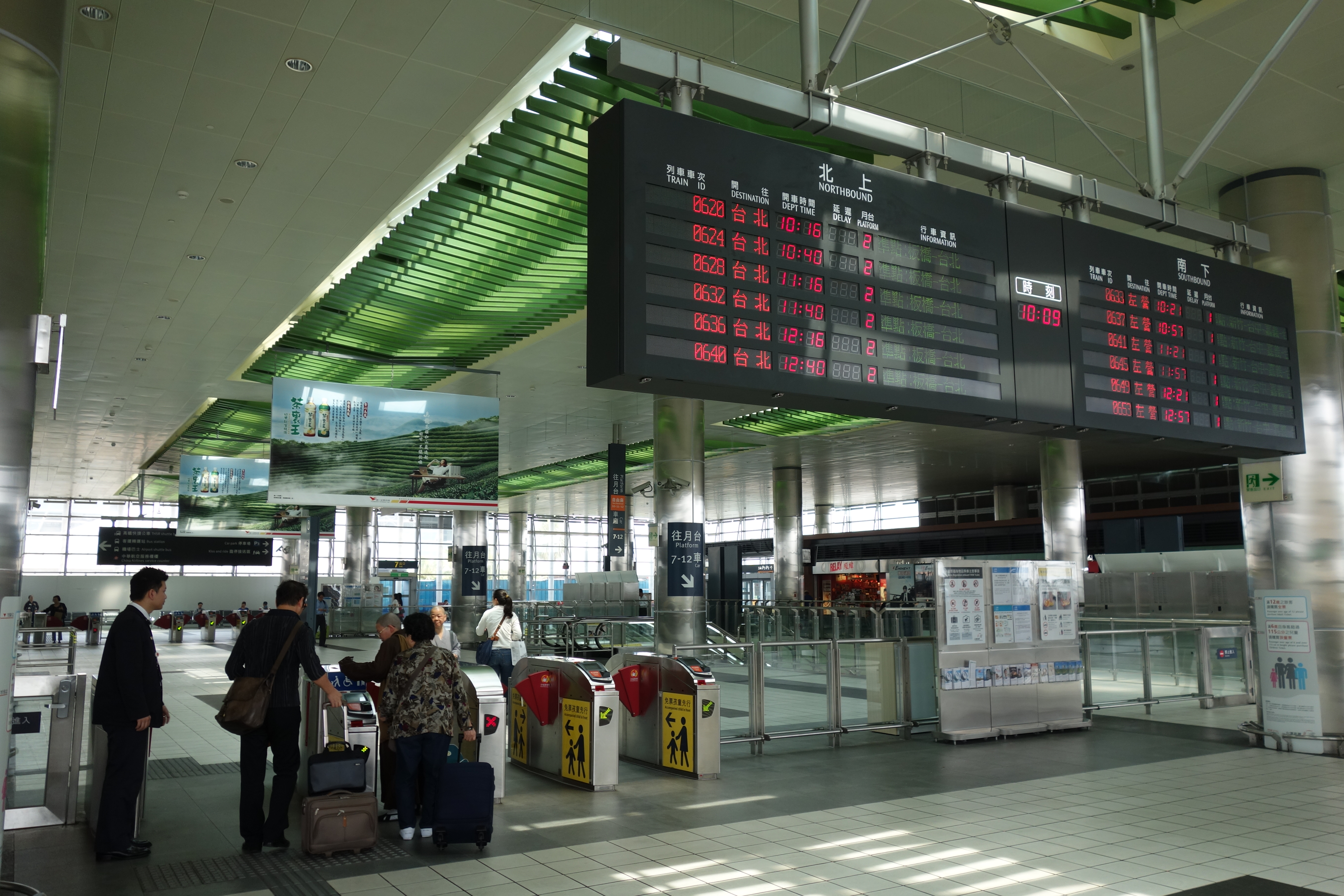
改札口の様子（桃園駅）

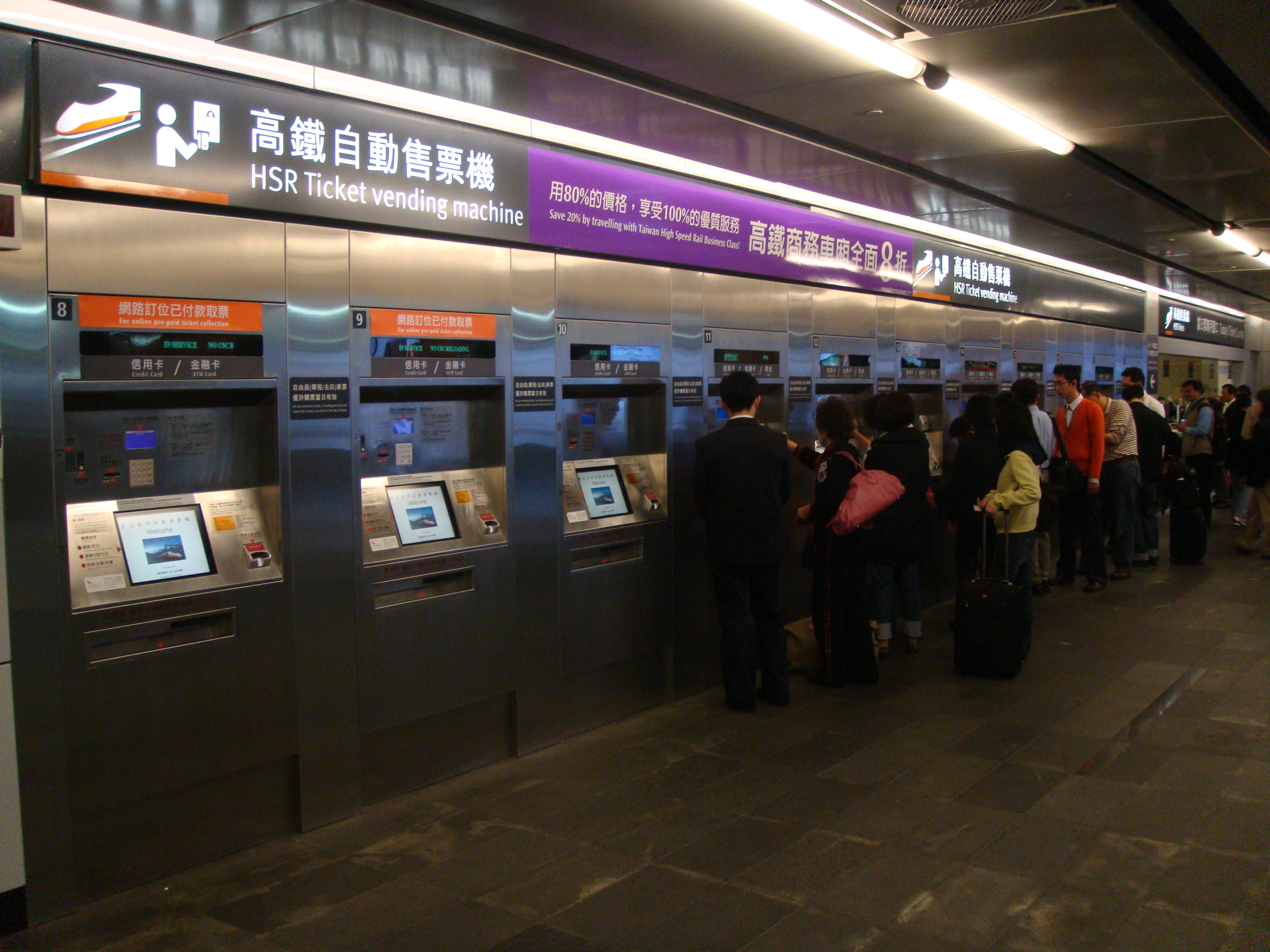
券売機・受取機（台北駅）

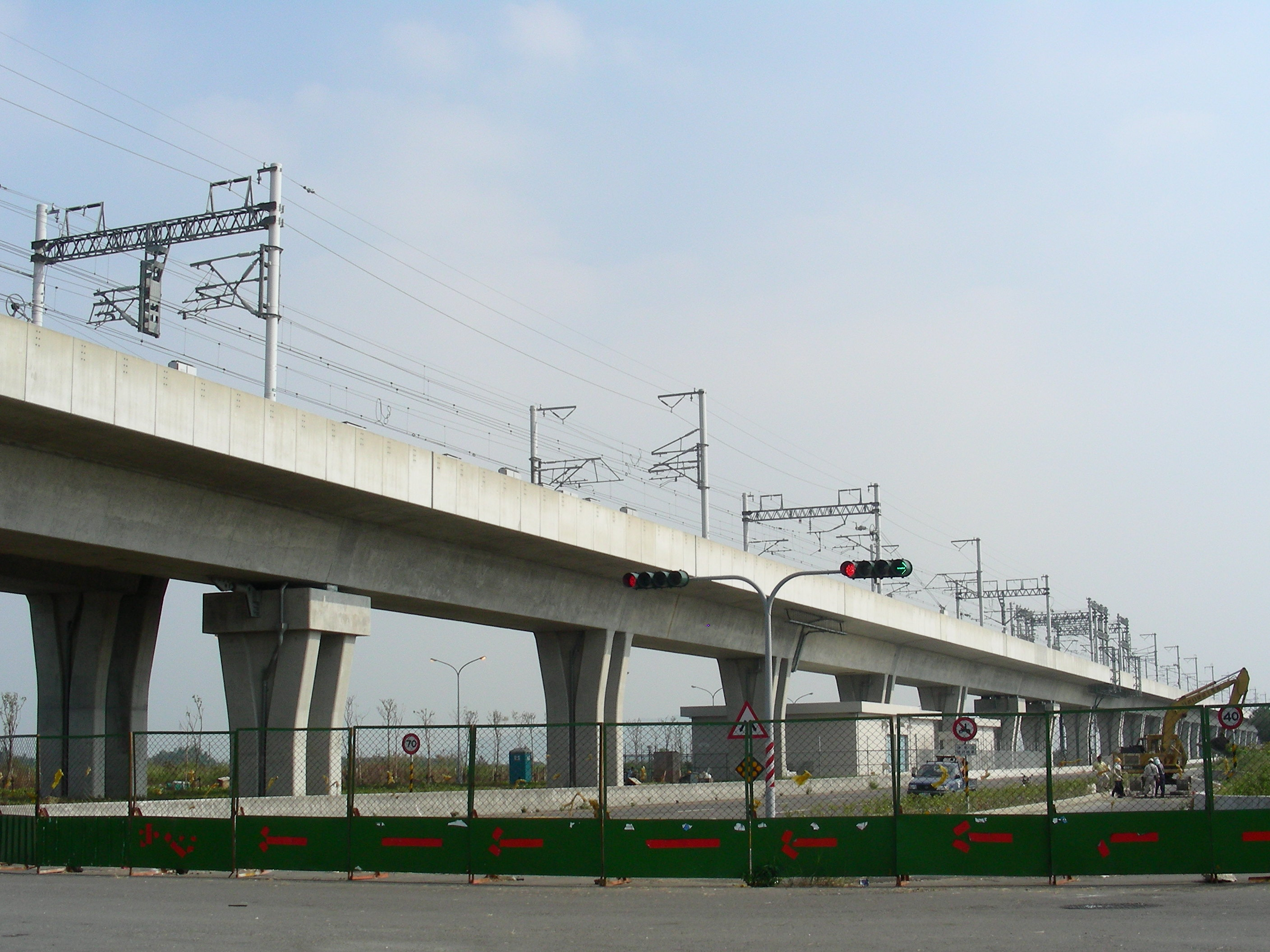
台湾高速鉄道の高架橋

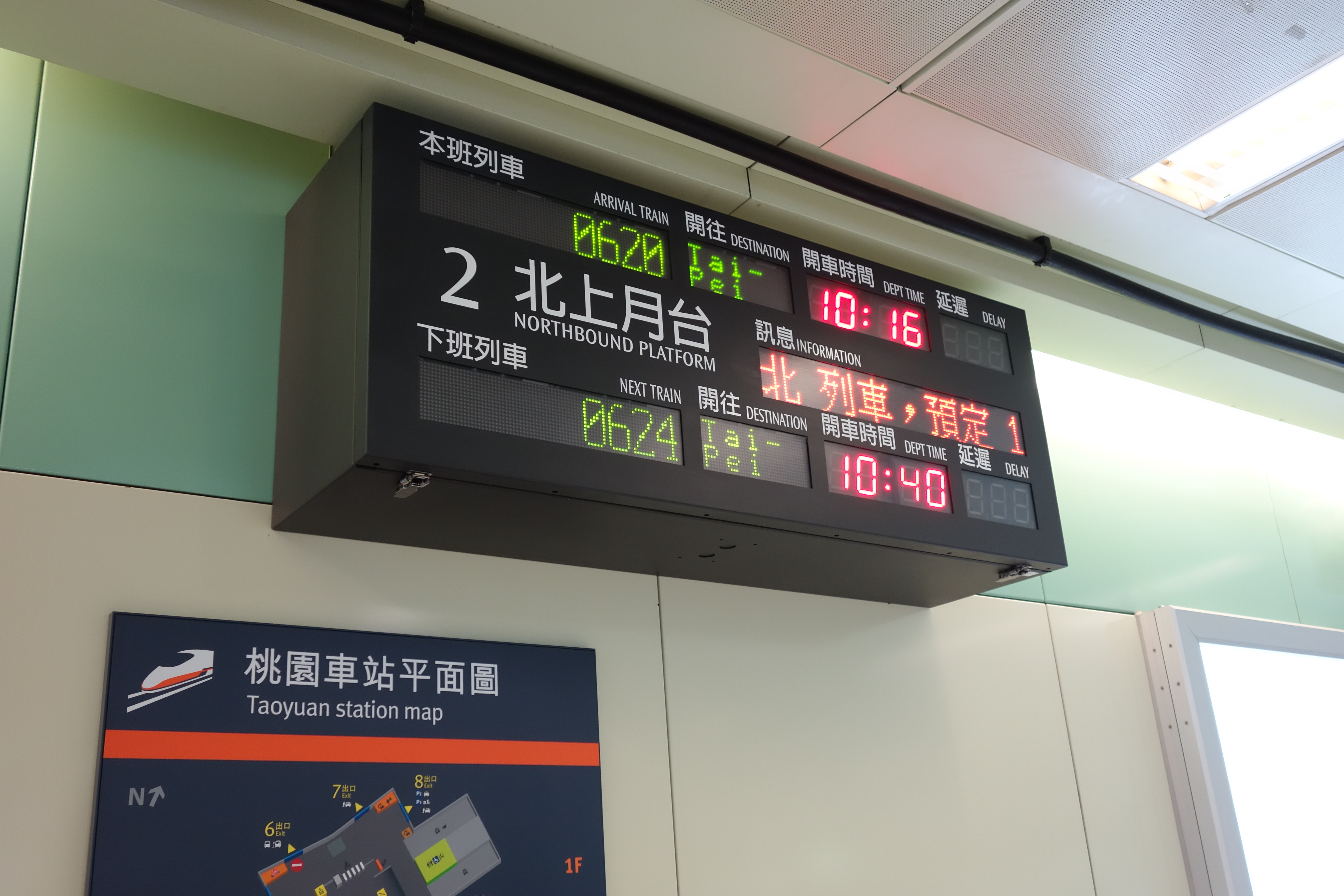
ホーム別発車案内

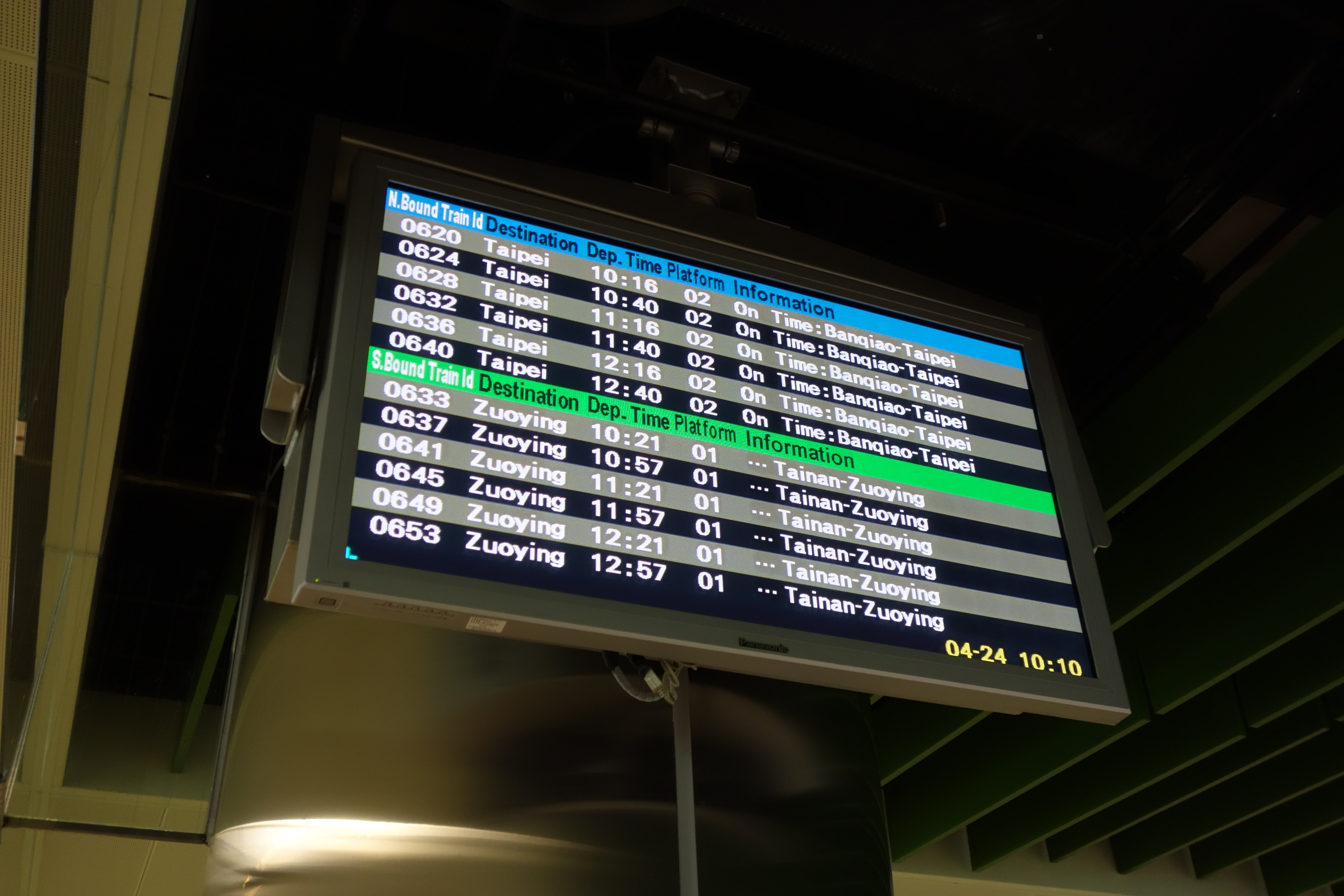
運行案内

### 運行形態
現段階では列車の愛称はなく数字のみで、台湾鉄路管理局（台鐵）の優等列車や日本の新幹線のような列車愛称は設定されていない。ただし、終着駅まで全駅に停車する列車を「各站停車」、途中通過する駅がある列車を「直達」、台中駅止まりの列車を「区間車」と称して区別されることが多い。
- 2007年
  - 開業当初及び台北駅の正式開業時における運行本数は台北・板橋 - 左営間で1日17往復、加えて台北・板橋 - 台中間の区間運転が2往復だった。本来の計画では1日88往復の予定であったが、運転士を含む乗務員の育成が遅れているための措置として計画より減らして運行を開始することになった。開業時の運転士は全員がフランス人であった。
  - 台北駅正式開業時点での台北 - 左営間の所要時間は100分（途中板橋・台中のみ停車、1日3本）と130分（各駅停車、1時間間隔の運行）、運賃は1,490台湾ドル（普通車）と2,440台湾ドル（ビジネス車）だった（全車指定席）。運行時間は6時50分（台北発の左営行） - 22時40分（左営からの台北着）。
- 2008年
  - 曜日別ダイヤを導入。
  - 2008年3月現在の運行本数は、金曜・月曜は60往復、平日火曜-木曜は57往復、週末は63往復である（台北 - 台中間の区間運転を含む）。
  - 台北 - 左営間の所要時間は96分（途中板橋・台中のみ停車、ほぼ毎時2本運行）と108分（桃園・新竹通過もしくは嘉義・台南通過の直達快車、1日数本運行）、120分（各駅停車、ほぼ毎時2本運行）。
  - 月曜日から木曜日までの運賃は1,190台湾ドル（普通車指定席）と1,560台湾ドル（ビジネス車）及び1,070台湾ドル（自由席）、週末・祝日・連休前日の運賃は1,490台湾ドル（指定席）と1,950台湾ドル（ビジネス車）及び1,340台湾ドル（自由席）である（2008年3月31日より適用）。運行時間は6時30分（台北発の左営行） - 23時30分（左営からの台北着）。
- 2009年
  - 2008年12月改正後のダイヤは、金曜・月曜は67往復、平日火曜-木曜は65往復、週末71往復である（台北 - 台中間・左營 - 台中間の区間運転を含む）。
  - 年初に経営危機や不況の影響で固定費を削減するために減便措置が取られたが、半年ほどで底打ち状態から回復しつつある。
  - 「双色割引」導入により、ピーク時間帯は割引なし、閑散時は列車・曜日により15%割引の1265台湾ドル、もしくは35%割引の965台湾ドル（普通車指定席）となる。自由席は終日一律7%割引の1385元、ビジネス車（JRのグリーン車相当）は終日一律20%割引の1950台湾ドルとなっている。
- 2010年
  - 国内経済や自社の経営が回復傾向にあり、前年度の減便体制から徐々に増発が重ねられている。年初改正後のダイヤは、月曜59往復、火曜58往復、金曜68.5往復、土曜66.5往復、休日71.5往復である。
  - 7月改正以降、IC乗車券導入に伴い「双色割引」は廃止、自由席料金に回数券と定期券が設定されている。
  - 台北-左営間の料金は自由席（普通乗車券）で終日3％割引の1445台湾ドル、8回分の自由席IC回数券で10055台湾ドル（1回あたり約1256台湾ドル）、30日間の自由席IC定期券で42480台湾ドル（1日1片道あたり708台湾ドル）、指定席は暫定措置として夏季以降指定便のみ1割引を継続、ビジネス車は引き続き一律20％割引の1950台湾ドルとなっている。
- 2011年
  - 週単位での定期列車運行本数は915本を維持したまま、多客期の増便が行われた。
  - 1月から普通車指定席向けに「早鳥優恵」と称した事前購入割引を導入し、15日前までの購入で3割引、8日前までの購入で1割引となっている。1列車あたりの割当数や、時間帯・曜日により対象外の便もあるが、割引率縮小となった自由席より安くなるケースもある。
  - 接続する台鐡路線の開通によるアクセス改善や、数々の営業施策により、上半期で黒字を計上。年間利用客数も前年比12.7%増加した。
  - 繁忙期に停車駅を「台北-板橋-台中-台南-左営」に絞った直達快車（列車番号は1300番台）の運行がなされた。
  - スマートフォン (iOS、Android) での予約・乗車ができるサービス「台灣高鐵 T Express 」（1人用）や、悠遊カードの一種で記名式ポストペイの「悠遊聯名カード」による自由席乗車サービスが秋以降順次始まるなど、利便性を向上させている。
  - 車内での弁当販売を廃止（パン類の軽食に置き換え）し、代わりに駅構内には台湾鐡路局のキオスク「台鉄弁当」（台鐵便當）を設置した。
- 2012年
  - 「台灣高鐵 T Express」アプリの対応OSに、Windows Mobile、Symbian Mobile、Windows Phoneが追加された。
  - 9月乗車分から普通車指定席向け割引制度を「早鳥優恵」と称する事前購入割引に変更した。8日前までの購入で3.5割引、1割引となっている。1列車あたりの割当数や、時間帯・曜日により対象外の便もある。また、11月乗車分からは普通車指定席の「早鳥優恵」を利用する事前購入で2割引の設定となる。
- 2014年
  - 複数人数での予約に対応していなかった「台灣高鐵 T Express」が、1つの予約番号で10名（ただし、各自アプリのインストールが必要）まで乗車可能となった。
- 2016年
  - 予約時に普通車指定席の窓側か通路側の選択（商務車は席番での選択）がブラウザからのネット予約（7月27日）とコンビニ端末（8月3日）、T-EXPRESSアプリ（12月）で可能となった。[23]
- 2021年
  - 1月4日販売分より予約開始日を従来の乗車28日前から29日前に拡大[24]

### 運賃
- 乗車する座席等級、距離により異なり、乗客人数や身柄でも異なる。切符は普通車普通運賃を基準とする。同一列車に異なる等級のサービスが存在するのは台湾の鉄道事業で初の実例である。
- JRの新幹線と異なり、途中駅で改札を出ずに異なる列車同士を乗り継いでも料金は通算されない（自由席を除く）。
- 指定の列車に乗り遅れた場合、そのチケットは無効扱いだったが、毎月約15,000席の空席が生じていたため、2013年8月より当日の後続列車の自由席への乗車を認めることとなった[25]。
- 切符は、乗車駅の改札通過から3時間30分の時間制限があり、時間内に下車駅の改札を通過しないと不正乗車となる。
- 以下の表は割引未適用の普通車運賃と割引適用の商務車運賃

（緑色数字：普通車指定席運賃，赤色数字(斜めの数字)：ビジネス車運賃(南港・台北・板橋相互間のみは発売しない)，単位：台湾ドル）
- 2015年12月1日以降（同日開業の新3駅発着を除き、2013年の値上げ前の水準に戻された。南港は2016年7月以降）

| 南港  | (205) | (245) | 400   | 560   | 735   | 1,060 | 1,205 | 1,325 | 1,500 | 1,830 | 2,000 |
| 40    | 台北  | (205) | 350   | 510   | 680   | 1,000 | 1,140 | 1,280 | 1,455 | 1,780 | 1,950 |
| 70    | 40    | 板橋  | 320   | 470   | 640   | 965   | 1,110 | 1,240 | 1,420 | 1,740 | 1,910 |
| 200   | 160   | 130   | 桃園  | 320   | 495   | 805   | 965   | 1,095 | 1,260 | 1,590 | 1,760 |
| 330   | 290   | 260   | 130   | 新竹  | 325   | 655   | 805   | 925   | 1,110 | 1,430 | 1,600 |
| 480   | 430   | 400   | 280   | 140   | 苗栗  | 485   | 630   | 760   | 925   | 1,260 | 1,430 |
| 750   | 700   | 670   | 540   | 410   | 270   | 台中  | 320   | 440   | 615   | 940   | 1,110 |
| 870   | 820   | 790   | 670   | 540   | 390   | 130   | 彰化  | 295   | 460   | 800   | 965   |
| 970   | 930   | 900   | 780   | 640   | 500   | 230   | 110   | 雲林  | 340   | 660   | 830   |
| 1,120 | 1,080 | 1,050 | 920   | 790   | 640   | 380   | 250   | 150   | 嘉義  | 495   | 655   |
| 1,390 | 1,350 | 1,320 | 1,190 | 1,060 | 920   | 650   | 530   | 420   | 280   | 台南  | 325   |
| 1,530 | 1,490 | 1,460 | 1,330 | 1,200 | 1,060 | 790   | 670   | 560   | 410   | 140   | 左營  |
| ----- | ----- | ----- | ----- | ----- | ----- | ----- | ----- | ----- | ----- | ----- | ----- |

- 2013年10月8日-2015年11月30日

| 台北  | 225   | 380   | 560   | 1,095 | 1,595 | 1,955 | 2,140 |
| 45    | 板橋  | 345   | 515   | 1,060 | 1,560 | 1,910 | 2,095 |
| 175   | 140   | 桃園  | 345   | 880   | 1,380 | 1,740 | 1,925 |
| 315   | 280   | 140   | 新竹  | 715   | 1,215 | 1,565 | 1,750 |
| 765   | 730   | 590   | 450   | 台中  | 670   | 1,030 | 1,215 |
| 1,180 | 1,145 | 1,005 | 860   | 410   | 嘉義  | 540   | 715   |
| 1,480 | 1,445 | 1,305 | 1,160 | 710   | 295   | 台南  | 355   |
| 1,630 | 1,595 | 1,455 | 1,310 | 860   | 450   | 150   | 左営  |
| ----- | ----- | ----- | ----- | ----- | ----- | ----- | ----- |

#### 普通運賃（普通票/全票）
- 台湾高鉄公司内部規定あるいは法令による規定外を除き、普通票（全票）は12歲以上の旅客に適用される。
- 標準車普通運賃（全票）は政府策定による大人1人1kmあたり3.655元/人x1.2倍（＝x4.386倍）で算出し、10元単位で四捨五入する（台北-左営の例：339.284x3.655x1.2=1,488.…→1,490）
- ビジネス車普通運賃（全票）は標準車の基準運賃に1.5倍加算後200元追加（1人1kmあたり6.579元で算出後小数点以下を切り捨て、200元加算）、10元単位で四捨五入したものをビジネス車運賃とする（同上：1,490x1.5=→2,235+200=2435→2,440）

#### 優待運賃（優待票）

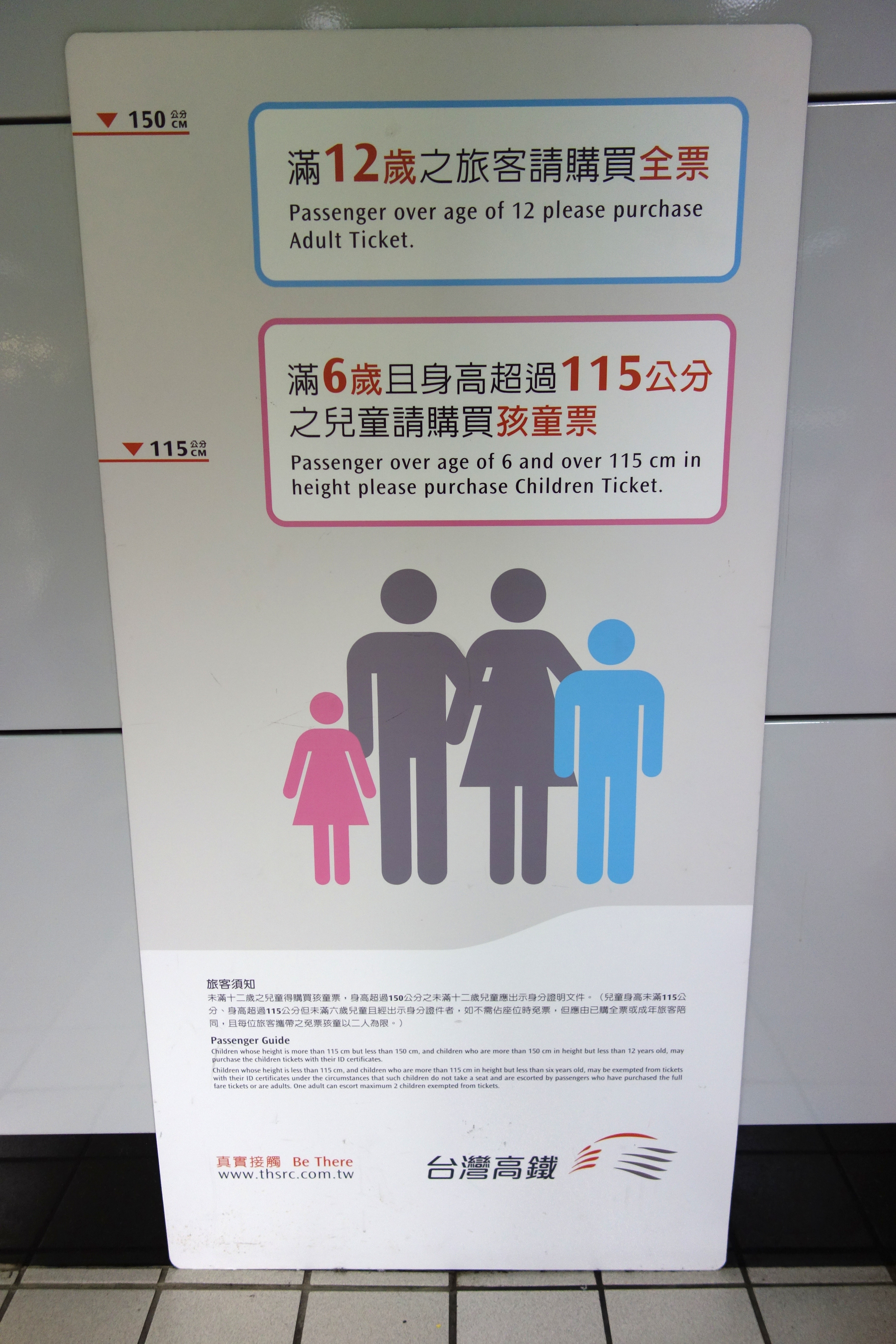
全票と孩童票のルール

優待運賃とは敬老割引（敬老票）、小児割引（孩童票）、身障者割引（愛心票）を包括した総称。
標準車の優待運賃は標準車普通運賃の半額。ビジネス車の優待運賃はビジネス車普通運賃の半額。
- 敬老割引：満65歳以上（乗車当日に満65歳を迎えた者も含む）で、中華民国国民身分証を所持する台湾人、パスポートを所持する外国人に適用される。
- 小児割引：12歳未満の旅客。身長150センチ以上の12歳未満旅客は身分証明書を提示する（日本と違い、小学生でも12歳を迎えた者は大人運賃が適用される）。
- 障害者割引：身体障害者手帳所持者あるいはその付添人1人に適用される。

#### 無賃（免票）
普通運賃を支払った旅客または成年旅客に同伴する6歳未満の幼児は無賃である。旅客ごとに無賃幼児2人を同行できる。身長115センチ以上の6歳未満の幼児旅客は身分証明書を提示する。

#### 割引運賃、きっぷ
上述の各種割引のほかに、日本人を含む外国人向けに 高鉄パス（高鐵周遊券）、台湾鉄路管理局の路線も合わせて利用できる 高鉄・台鉄ジョイントパス（雙鐵周遊券） が各国指定旅行代理店などで購入できるほか、台湾の代理店に引換券を申し込み、現地で受け取ることもできる。いずれも窓口での引換えと自由席を除き、座席指定が必要。また、いずれのパスも、ビジネス車には利用できない。引換えや乗車の際にはパスポートの提示が必須である。
- 現地通貨建て料金[26]（小児半額）
  - 高鉄パス：3日間用2,400台湾ドル、5日間用3,600台湾ドル
  - 双鉄パス：3日間用3,800台湾ドル、5日間用5,500台湾ドル

#### クレジットカード
窓口、券売機、インターネット予約サービス、T Express（アプリ）では各種クレジットカードが利用可能である。さらに一部の窓口では、非接触IC（NFC)のVisa payWave や、MasterCard pay passでも決済が可能となっている。ネット予約やT Expressは、日本を含む海外からでも予約や決済ができ、窓口で使える2つのNFCも、カードと同様に外国人でも利用できる。

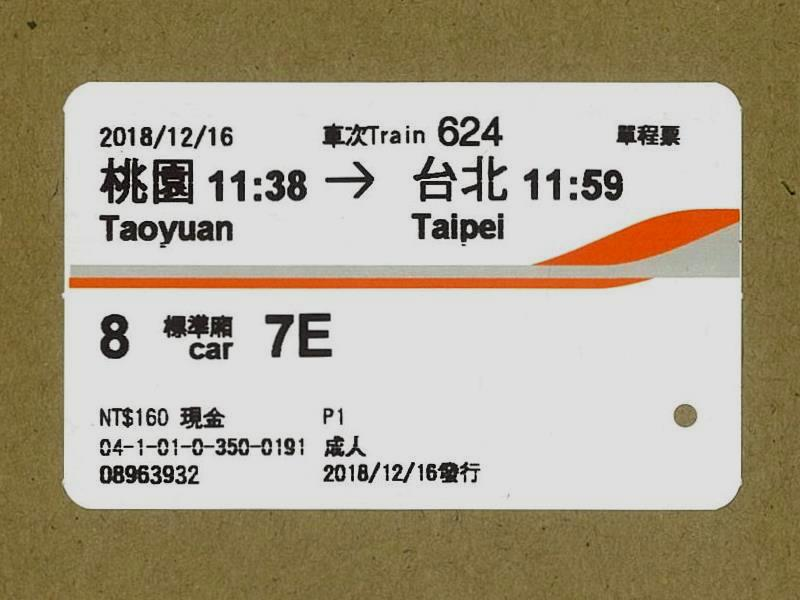
2018年11月にデザインが一新された磁気乗車券
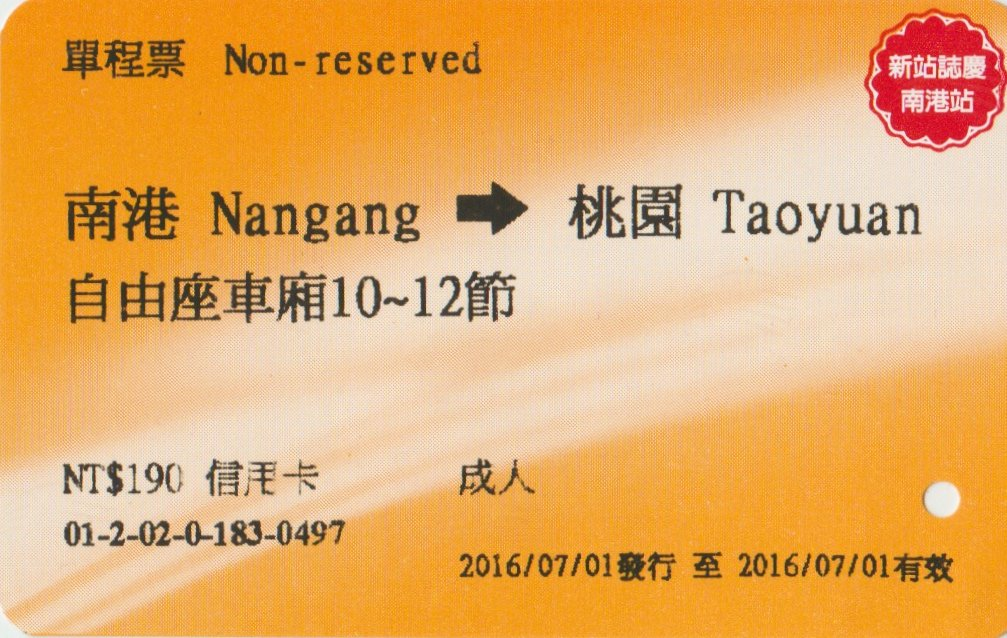
南港駅開業記念ロゴ入り磁気乗車券（旧タイプ）
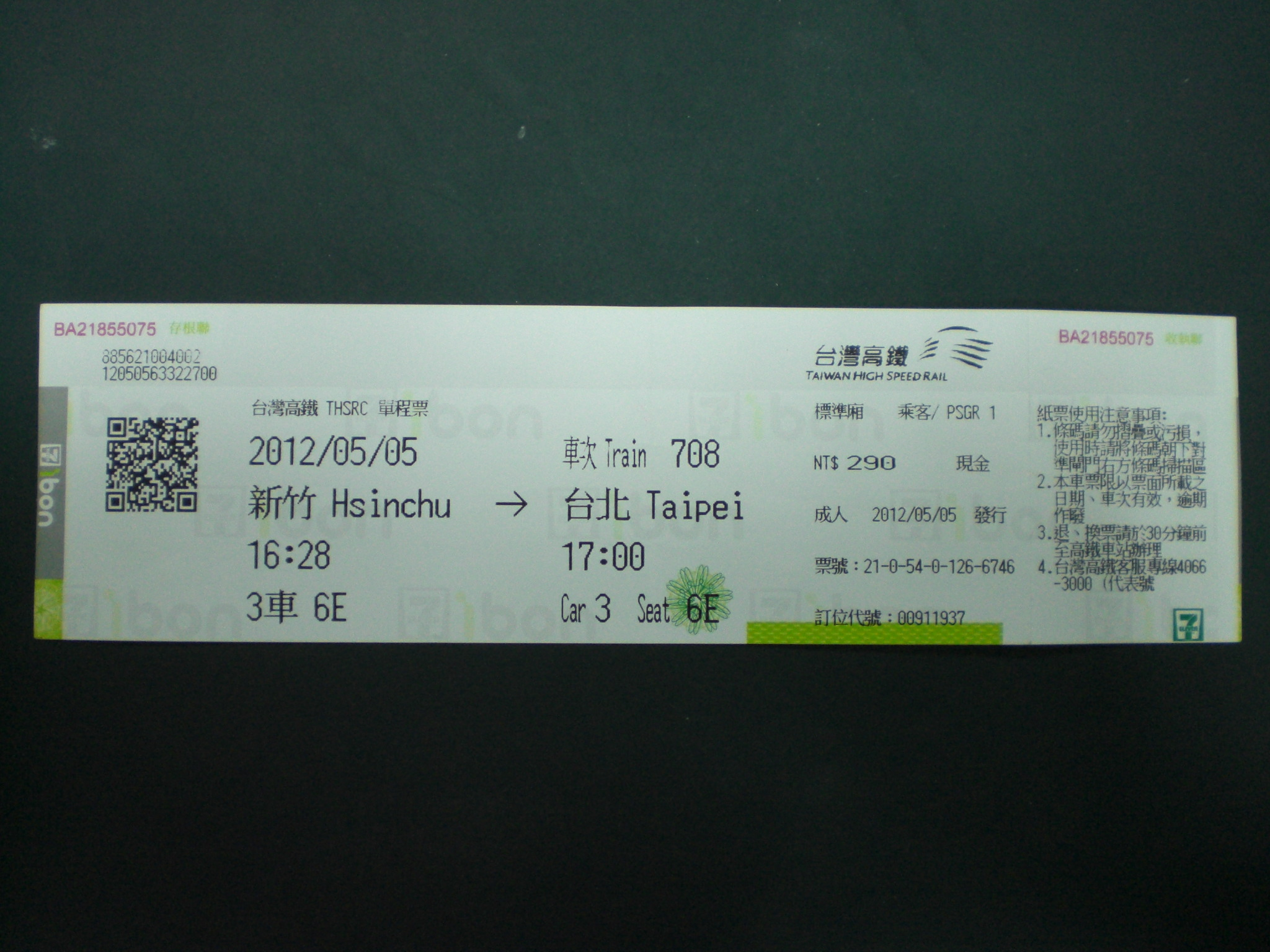
コンビニ端末（セブンイレブン）発券のQRコードつき乗車券
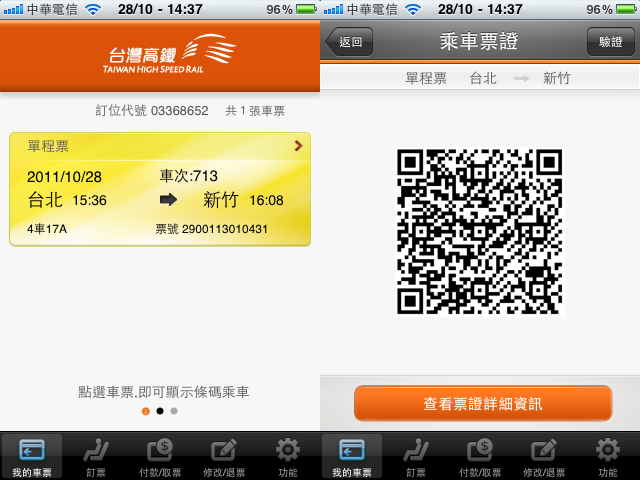
T-EXPRESSアプリの画面
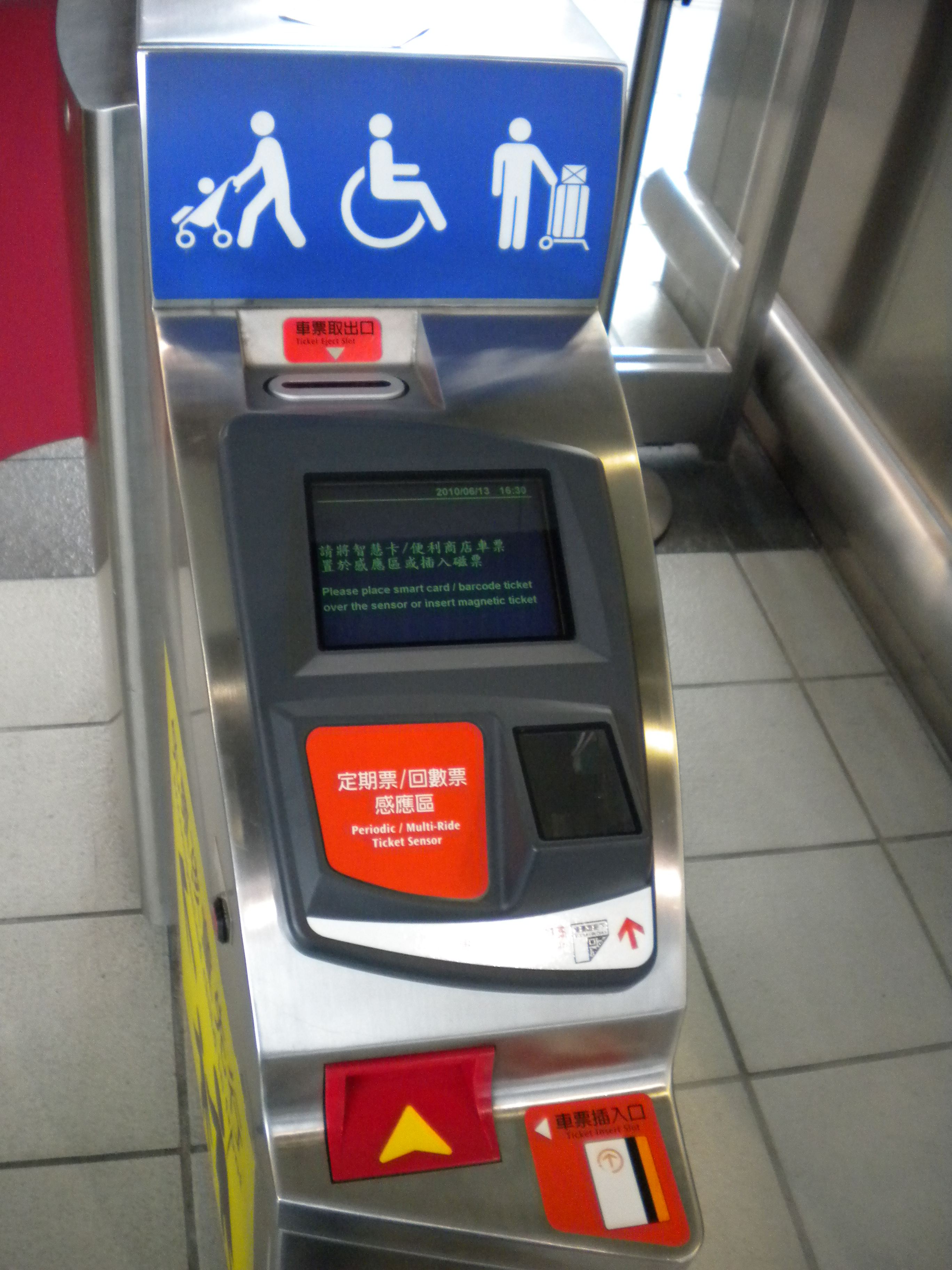
磁気券・IC・QRコード対応の改札機

### 運行本数の推移
| ダイヤ改正日              | 1日の 最大運行本数 （上下計） | 1日の 最大運行本数 （上下計） | 1週間の 運行本数 （上下計） | 1週間の 運行本数 （上下計） | 曜日ごとの運転本数(南下/北上) | 曜日ごとの運転本数(南下/北上) | 曜日ごとの運転本数(南下/北上) | 曜日ごとの運転本数(南下/北上) | 曜日ごとの運転本数(南下/北上) |
| ダイヤ改正日              | 1日の 最大運行本数 （上下計） | 1日の 最大運行本数 （上下計） | 1週間の 運行本数 （上下計） | 1週間の 運行本数 （上下計） | 月                            | 火・水・木                    | 金                            | 土                            | 日・祝                        |
| ------------------------- | ----------------------------- | ----------------------------- | --------------------------- | --------------------------- | ----------------------------- | ----------------------------- | ----------------------------- | ----------------------------- | ----------------------------- |
| 2007年1月5日              | 38                            |                               | 266                         |                             | -                             | -                             | -                             | -                             | -                             |
| 2007年3月31日             | 50                            |                               | 350                         |                             | -                             | -                             | -                             | -                             | -                             |
| 2007年6月1日              | 62                            |                               | 434                         |                             | -                             | -                             | -                             | -                             | -                             |
| 2007年7月27日             | 74                            | [ 28 ]                        | 518                         |                             | -                             | -                             | -                             | -                             | -                             |
| 2007年9月14日             | 91                            | [ 29 ]                        | 637                         |                             | -                             | -                             | -                             | -                             | -                             |
| 2007年11月9日             | 113                           | [ 30 ]                        | 791                         |                             | -                             | -                             | -                             | -                             | -                             |
| 2008年1月18日             | 126                           | [ 31 ]                        | 834                         |                             | 120                           | 114                           | 120                           | 126                           | 126                           |
| 2008年5月16日             | 127                           |                               | 836                         |                             | 120                           | 114                           | 121                           | 126                           | 127                           |
| 2008年7月4日              | 140                           | [ 32 ]                        | 928                         |                             | 132                           | 128                           | 132                           | 140                           | 140                           |
| 2008年12月1日             | 142                           | [ 33 ]                        | 942                         |                             | 134                           | 130                           | 134                           | 142                           | 142                           |
| 2009年3月16日             | 134                           | [ 34 ]                        | 816                         |                             | 106                           | 106                           | 128                           | 130                           | 134                           |
| 2009年7月1日              | 137                           | [ 35 ]                        | 863                         |                             | 116                           | 116                           | 132                           | 130                           | 137                           |
| 2010年1月8日              | 143                           | [ 36 ]                        | 879                         |                             | 118                           | 116                           | 137                           | 133                           | 143                           |
| 2010年7月1日              | 146                           | [ 37 ]                        | 892                         |                             | 120                           | 118                           | 137                           | 135                           | 146                           |
| 2010年7月12日             | 146                           | [ 38 ]                        | 907                         | [ 39 ]                      | 123                           | 121                           | 140                           | 135                           | 146                           |
| 2010年10月1日             | 146                           |                               | 915                         | [ 40 ]                      | 127                           | 125                           | 144                           | 139                           | 146                           |
| 2013年9月2日              | 150                           |                               | 927                         | [ 41 ]                      | 128                           | 126                           | 146                           | 141                           | 150                           |
| 2013年12月23日            | 153                           |                               | 954                         | [ 42 ]                      | 133                           | 130                           | 151                           | 143                           | 153                           |
| 2015年12月1日             | 153                           |                               | 969                         | [ 43 ] [ 44 ]               |                               |                               |                               |                               |                               |
| 2016年7月1日              | 156                           |                               | 943                         | [ 45 ]                      | 127                           | 125                           | 153                           | 138                           | 156                           |
| 2011年夏季 7月1日-8月31日 |                               |                               | 927                         | [ 46 ]                      | -                             | -                             | -                             | -                             | -                             |
| 2012年夏季 6月29日-9月3日 |                               |                               | 927                         | [ 47 ]                      | -                             | -                             | -                             | -                             | -                             |
| 2013年夏季 6月28日-9月1日 |                               |                               | 945                         | [ 48 ]                      | -                             | -                             | -                             | -                             | -                             |

### 号数（車次）の振り方
基本は下りは奇数・上りは偶数の3桁で100番台は台北・板橋・台中停車の最速達列車、200番台は台北・板橋・台中・台南停車の速達列車、203号は台北出発，板橋・台中・嘉義・台南停車の速達列車、1202号は板橋通過運転，台北・台中・嘉義・台南停車の速達列車、295号（元399号）は板橋通過運転，台北・桃園・台中・嘉義・台南停車の速達列車、300番台は南港-台中間は南港・台北・桃園・台中駅のみ停車，台中-左營間各駅停車の半直達車（2018年6月30日まで1300番台は南港-台中間は南港・台北・板橋・台中駅のみ停車，板橋-台中通過運転，台中-左營間各駅停車の首都半直達車，300号、333号、3300番台は南港-台中間は南港・台北・桃園・台中駅のみ停車，台中-左營間各駅停車の空港半直達車となっている）、600番台は苗栗、彰化、雲林駅通過の各駅停車、696号は台北行，苗栗、彰化、雲林駅通過の各駅停車、800番台は各駅停車、500番台は南港-台中（500番台、1500番台のみ）・台中-左營（1往復，583号、598号のみ）区間運転の各駅停車となっている。
曜日限定の準定期列車は4桁となり、1***となる。桃園国際空港增発特別臨時列車は3***と上1桁に3が付加される。季節・臨時列車は8***と上1桁に8が付加される（全車自由席，ビジネスクラスはを除いて）。なお、下3桁は定期列車同様停車パターンに準じる。

### 停車駅パターン

#### 2018年7月以降
| 種別                     | 番台        | 南港 | 台北 | 板橋 | 桃園 | 新竹 | 苗栗 | 台中 | 彰化 | 雲林 | 嘉義 | 台南 | 左營 | 台北との所要時間 ()内は南港 |
| ------------------------ | ----------- | ---- | ---- | ---- | ---- | ---- | ---- | ---- | ---- | ---- | ---- | ---- | ---- | --------------------------- |
| 直達車（ノンストップ便） | 1xx         | ●    | ●    | ●    | －   | －   | －   | ●    | －   | －   | －   | －   | ●    | 93-94分(104-105分)          |
| 直達車                   | 2xx（12xx） | ●    | ●    | ●    | －   | －   | －   | ●    | －   | －   | －   | ●    | ●    | 99分(110分)                 |
| 直達車                   | 203（12xx） |      | ●    | ●    | －   | －   | －   | ●    | －   | －   | ●    | ●    | ●    | 105分(-)                    |
| 直達車                   | 1202        | ●    | ●    | －   | －   | －   | －   | ●    | －   | －   | ●    | ●    | ●    | 95分(103分)                 |
| 直達車                   | 1293        | ●    | ●    | ●    | －   | －   | －   | ●    | －   | －   | ●    | ●    | ●    | 109分(115分)                |
| 空港特急                 | 295         | ●    | ●    | －   | ●    | －   | －   | ●    | －   | －   | ●    | ●    | ●    | 108分(114分)                |
| 空港特急                 | 3xx（13xx） | ●    | ●    | －   | ●    | －   | －   | ●    | ●    | ●    | ●    | ●    | ●    | 119分(130分)                |
| 空港特急                 | 1334、1346  |      | ●    | －   | ●    | －   | －   | ●    | ●    | ●    | ●    | ●    | ●    | 123分(-)                    |
| 各駅停車                 | 6xx（16xx） | ●    | ●    | ●    | ●    | ●    | －   | ●    | －   | －   | ●    | ●    | ●    | 119分(130分)                |
| 各駅停車                 | 696         |      | ●    | ●    | ●    | ●    | －   | ●    | －   | －   | ●    | ●    | ●    | 124分(-)                    |
| 区間車                   | 5xx（15xx） | ●    | ●    | ●    | ●    | ●    | ●    | ●    |      |      |      |      |      | 64分～68分（75～80分）      |
| 区間車                   | 583、598    |      |      |      |      |      |      | ●    | ●    | ●    | ●    | ●    | ●    | 64分～65分                  |
| 各駅停車                 | 8xx         | ●    | ●    | ●    | ●    | ●    | ●    | ●    | ●    | ●    | ●    | ●    | ●    | 134分(145分)                |

日中のパターンダイヤ(南行)
| 種別      | 番台        | 発車 時刻 | 南港 | 台北 | 板橋 | 桃園 | 新竹 | 苗栗 | 台中 | 彰化 | 雲林 | 嘉義 | 台南 | 左營 | 待避                                    |
| --------- | ----------- | --------- | ---- | ---- | ---- | ---- | ---- | ---- | ---- | ---- | ---- | ---- | ---- | ---- | --------------------------------------- |
| 各駅停車  | 8xx         | 0分       | ●    | ●    | ●    | ●    | ●    | ●    | ●    | ●    | ●    | ●    | ●    | ●    | 彰化：直達(1xx) 雲林：各駅(6xx)         |
| 各駅停車★ | 6xx（16xx） | 10分      | ●    | ●    | ●    | ●    | ●    | －   | ●    | －   | －   | ●    | ●    | ●    | 新竹 or 桃園：直達(1xx) 雲林：各駅(8xx) |
| 直達車    | 1xx         | 20分      | ●    | ●    | ●    | －   | －   | －   | ●    | －   | －   | －   | －   | ●    | 新竹 or 桃園：各駅(6xx) 彰化：各駅(8xx) |
| 区間車★   | 5xx（15xx） | 25分      | ●    | ●    | ●    | ●    | ●    | ●    | ●    |      |      |      |      |      | -                                       |
| 各駅停車  | 6xx（16xx） | 35分      | ●    | ●    | ●    | ●    | ●    | －   | ●    | －   | －   | ●    | ●    | ●    | 新竹 or 桃園：直達(2xx)                 |
| 直達快車★ | 2xx（12xx） | 40分      | ●    | ●    | ●    | －   | －   | －   | ●    | －   | －   | －   | ●    | ●    | 新竹 or 桃園：各駅(6xx)                 |
| 直達快車☆ | 3xx（13xx） | 50分      | ●    | ●    | －   | ●    | －   | －   | ●    | ●    | ●    | ●    | ●    | ●    | -                                       |

日中のパターンダイヤ(北行)
| 種別      | 番台        | 発車 時刻 | 左營 | 台南 | 嘉義 | 雲林 | 彰化 | 台中 | 苗栗 | 新竹 | 桃園 | 板橋 | 台北 | 南港 | 待避                                                    |
| --------- | ----------- | --------- | ---- | ---- | ---- | ---- | ---- | ---- | ---- | ---- | ---- | ---- | ---- | ---- | ------------------------------------------------------- |
| 各駅停車  | 6xx（16xx） | 0分       | ●    | ●    | ●    | －   | －   | ●    | －   | ●    | ●    | ●    | ●    | ●    | 新竹 or 桃園：直達(2xx)                                 |
| 区間車★   | 5xx（15xx） | 04分      |      |      |      |      |      | ●    | ●    | ●    | ●    | ●    | ●    | ●    | 苗栗：直達(2xx)                                         |
| 直達快車★ | 2xx（12xx） | 15分      | ●    | ●    | －   | －   | －   | ●    | －   | －   | －   | ●    | ●    | ●    | 苗栗：区間(5xx) 新竹 or 桃園：各駅(6xx)                 |
| 各駅停車  | 8xx         | 25分      | ●    | ●    | ●    | ●    | ●    | ●    | ●    | ●    | ●    | ●    | ●    | ●    | 彰化：各駅(6xx) 苗栗：直達(1xx)                         |
| 各駅停車★ | 6xx（16xx） | 35分      | ●    | ●    | ●    | －   | －   | ●    | －   | ●    | ●    | ●    | ●    | ●    | 彰化：各駅(6xx) 新竹 or 桃園：直達(1xx)                 |
| 直達快車☆ | 3xx（13xx） | 45分      | ●    | ●    | ●    | ●    | ●    | ●    | －   | －   | ●    | －   | ●    | ●    | -                                                       |
| 直達車    | 1xx         | 55分      | ●    | －   | －   | －   | －   | ●    | －   | －   | －   | ●    | ●    | ●    | 嘉義：直達(2xx) 苗栗：各駅(8xx) 新竹 or 桃園：各駅(6xx) |

- ●：停車、－：通過、★曜日毎に設定される臨時列車、☆多客期のみ設定される臨時列車。

#### 2018年1月1日-2018年6月30日
| 種別         | 番台        | 南港 | 台北 | 板橋 | 桃園 | 新竹 | 苗栗 | 台中 | 彰化 | 雲林 | 嘉義 | 台南 | 左營 | 台北との所要時間 ()内は南港 |
| ------------ | ----------- | ---- | ---- | ---- | ---- | ---- | ---- | ---- | ---- | ---- | ---- | ---- | ---- | --------------------------- |
| 直達車       | 1xx（11xx） | ●    | ●    | ●    | －   | －   | －   | ●    | －   | －   | －   | －   | ●    | 93-94分(104-105分)          |
| 直達快車     | 2xx（12xx） | ●    | ●    | ●    | －   | －   | －   | ●    | －   | －   | －   | ●    | ●    | 99分(110分)                 |
| 直達快車     | 203（12xx） |      | ●    | ●    | －   | －   | －   | ●    | －   | －   | ●    | ●    | ●    | 105分(-)                    |
| 直達快車     | 295         | ●    | ●    | －   | ●    | －   | －   | ●    | －   | －   | ●    | ●    | ●    | 108分(119分)                |
| 空港半直達車 | 3xx（33xx） | ●    | ●    | －   | ●    | －   | －   | ●    | ●    | ●    | ●    | ●    | ●    | 119分(130分)                |
| 首都半直達車 | 13xx        | ●    | ●    | ●    | －   | －   | －   | ●    | ●    | ●    | ●    | ●    | ●    | 119分(130分)                |
| 各駅停車     | 6xx（16xx） | ●    | ●    | ●    | ●    | ●    | －   | ●    | －   | －   | ●    | ●    | ●    | 117分(128分)                |
| 各駅停車     | 696         |      | ●    | ●    | ●    | ●    | －   | ●    | －   | －   | ●    | ●    | ●    | 124分(-)                    |
| 区間車       | 5xx（15xx） | ●    | ●    | ●    | ●    | ●    | ●    | ●    |      |      |      |      |      | 64分～68分（75～80分）      |
| 区間車       | 583、598    |      |      |      |      |      |      | ●    | ●    | ●    | ●    | ●    | ●    | 64分～65分                  |
| 各駅停車     | 8xx         | ●    | ●    | ●    | ●    | ●    | ●    | ●    | ●    | ●    | ●    | ●    | ●    | 134分(145分)                |

日中のパターンダイヤ(南行)
| 種別          | 番台        | 発車 時刻 | 南港 | 台北 | 板橋 | 桃園 | 新竹 | 苗栗 | 台中 | 彰化 | 雲林 | 嘉義 | 台南 | 左營 | 待避                                    |
| ------------- | ----------- | --------- | ---- | ---- | ---- | ---- | ---- | ---- | ---- | ---- | ---- | ---- | ---- | ---- | --------------------------------------- |
| 各駅停車      | 8xx         | 0分       | ●    | ●    | ●    | ●    | ●    | ●    | ●    | ●    | ●    | ●    | ●    | ●    | 彰化：直達(1xx) 雲林：各駅(6xx)         |
| 各駅停車★     | 6xx（16xx） | 10分      | ●    | ●    | ●    | ●    | ●    | －   | ●    | －   | －   | ●    | ●    | ●    | 新竹 or 桃園：直達(1xx) 雲林：各駅(8xx) |
| 直達車        | 1xx（11xx） | 20分      | ●    | ●    | ●    | －   | －   | －   | ●    | －   | －   | －   | －   | ●    | 新竹 or 桃園：各駅(6xx) 彰化：各駅(8xx) |
| 区間車★       | 5xx（15xx） | 25分      | ●    | ●    | ●    | ●    | ●    | ●    | ●    |      |      |      |      |      | -                                       |
| 各駅停車      | 6xx（16xx） | 35分      | ●    | ●    | ●    | ●    | ●    | －   | ●    | －   | －   | ●    | ●    | ●    | 新竹 or 桃園：直達(2xx)                 |
| 直達快車★     | 2xx（12xx） | 40分      | ●    | ●    | ●    | －   | －   | －   | ●    | －   | －   | －   | ●    | ●    | 新竹 or 桃園：各駅(6xx)                 |
| 首都直達快車☆ | 13xx        | 50分      | ●    | ●    | ●    | －   | －   | －   | ●    | ●    | ●    | ●    | ●    | ●    | -                                       |
| 空港直達快車☆ | 3xx（33xx） | 50分      | ●    | ●    | －   | ●    | －   | －   | ●    | ●    | ●    | ●    | ●    | ●    | -                                       |

日中のパターンダイヤ(北行)
| 種別          | 番台        | 発車 時刻 | 左營 | 台南 | 嘉義 | 雲林 | 彰化 | 台中 | 苗栗 | 新竹 | 桃園 | 板橋 | 台北 | 南港 | 待避                                                               |
| ------------- | ----------- | --------- | ---- | ---- | ---- | ---- | ---- | ---- | ---- | ---- | ---- | ---- | ---- | ---- | ------------------------------------------------------------------ |
| 各駅停車      | 6xx（16xx） | 0分       | ●    | ●    | ●    | －   | －   | ●    | －   | ●    | ●    | ●    | ●    | ●    | 新竹 or 桃園：直達(2xx)                                            |
| 区間車★       | 5xx（15xx） | 04分      |      |      |      |      |      | ●    | ●    | ●    | ●    | ●    | ●    | ●    | 苗栗：直達(2xx)                                                    |
| 直達快車★     | 2xx（12xx） | 15分      | ●    | ●    | －   | －   | －   | ●    | －   | －   | －   | ●    | ●    | ●    | 苗栗：区間(5xx) 新竹 or 桃園：各駅(6xx)                            |
| 各駅停車      | 8xx         | 25分      | ●    | ●    | ●    | ●    | ●    | ●    | ●    | ●    | ●    | ●    | ●    | ●    | 彰化：各駅(6xx) 苗栗：直達(1xx) 新竹：空港半直達(3336号，88xxのみ) |
| 各駅停車★     | 6xx（16xx） | 35分      | ●    | ●    | ●    | －   | －   | ●    | －   | ●    | ●    | ●    | ●    | ●    | 彰化：各駅(6xx) 新竹 or 桃園：直達(1xx)                            |
| 首都直達快車☆ | 13xx        | 45分      | ●    | ●    | ●    | ●    | ●    | ●    | －   | －   | －   | ●    | ●    | ●    | -                                                                  |
| 空港直達快車☆ | 3xx（33xx） | 45分      | ●    | ●    | ●    | ●    | ●    | ●    | －   | －   | ●    | －   | ●    | ●    | 新竹：臨時各駅(88xx，3336号のみ)                                   |
| 直達車        | 1xx（11xx） | 55分      | ●    | －   | －   | －   | －   | ●    | －   | －   | －   | ●    | ●    | ●    | 嘉義：直達(2xx) 苗栗：各駅(8xx) 新竹 or 桃園：各駅(6xx)            |

- ●：停車、－：通過、★曜日毎に設定される臨時列車、☆多客期のみ設定される臨時列車、33xx番台(桃園国際空港增発特別臨時半直達車)ば2018年祝日のみ設定される臨時列車，停靠駅：南港-台北-桃園-台中-彰化-雲林-嘉義-台南-左營(13xx番台ば中南部地区首都半直達車，停靠駅：南港-台北-板橋-台中-彰化-雲林-嘉義-台南-左營，2018年7月以降ダイヤ改正，13xx番台停靠駅から南港-台北-桃園-台中-彰化-雲林-嘉義-台南-左營変更する設定される，33xx番台ば廃除される)。

#### 2017年10月31日-2018年1月1日
| 種別         | 番台        | 南港 | 台北 | 板橋 | 桃園 | 新竹 | 苗栗 | 台中 | 彰化 | 雲林 | 嘉義 | 台南 | 左營 | 台北との所要時間 ()内は南港 |
| ------------ | ----------- | ---- | ---- | ---- | ---- | ---- | ---- | ---- | ---- | ---- | ---- | ---- | ---- | --------------------------- |
| 直達車       | 1xx（11xx） | ●    | ●    | ●    | －   | －   | －   | ●    | －   | －   | －   | －   | ●    | 93-94分(104-105分)          |
| 直達快車     | 2xx（12xx） | ●    | ●    | ●    | －   | －   | －   | ●    | －   | －   | －   | ●    | ●    | 99分(110分)                 |
| 直達快車     | 203（12xx） |      | ●    | ●    | －   | －   | －   | ●    | －   | －   | ●    | ●    | ●    | 105分(-)                    |
| 直達快車     | 1202        | ●    | ●    | －   | －   | －   | －   | ●    | －   | －   | ●    | ●    | ●    | 99分(109分)                 |
| 直達快車     | 295         | ●    | ●    | －   | ●    | －   | －   | ●    | －   | －   | ●    | ●    | ●    | 108分(119分)                |
| 空港半直達車 | 300、333    | ●    | ●    | －   | ●    | －   | －   | ●    | ●    | ●    | ●    | ●    | ●    | 119分(130分)                |
| 首都半直達車 | 13xx        | ●    | ●    | ●    | －   | －   | －   | ●    | ●    | ●    | ●    | ●    | ●    | 119分(130分)                |
| 各駅停車     | 6xx（16xx） | ●    | ●    | ●    | ●    | ●    | －   | ●    | －   | －   | ●    | ●    | ●    | 117分(128分)                |
| 各駅停車     | 696         |      | ●    | ●    | ●    | ●    | －   | ●    | －   | －   | ●    | ●    | ●    | 124分(-)                    |
| 区間車       | 5xx（15xx） | ●    | ●    | ●    | ●    | ●    | ●    | ●    |      |      |      |      |      | 64分～68分（75～80分）      |
| 区間車       | 583、598    |      |      |      |      |      |      | ●    | ●    | ●    | ●    | ●    | ●    | 64分～65分                  |
| 各駅停車     | 8xx         | ●    | ●    | ●    | ●    | ●    | ●    | ●    | ●    | ●    | ●    | ●    | ●    | 134分(145分)                |

- ●：停車、－：通過、★曜日毎に設定される臨時列車、☆多客期のみ設定される臨時列車

#### 2017年4月30日-2017年10月30日
| 種別         | 番台        | 南港 | 台北 | 板橋 | 桃園 | 新竹 | 苗栗 | 台中 | 彰化 | 雲林 | 嘉義 | 台南 | 左營 | 台北との所要時間 ()内は南港 |
| ------------ | ----------- | ---- | ---- | ---- | ---- | ---- | ---- | ---- | ---- | ---- | ---- | ---- | ---- | --------------------------- |
| 直達車       | 1xx（11xx） | ●    | ●    | ●    | －   | －   | －   | ●    | －   | －   | －   | －   | ●    | 93-94分(104-105分)          |
| 直達快車     | 2xx（12xx） | ●    | ●    | ●    | －   | －   | －   | ●    | －   | －   | －   | ●    | ●    | 99分(110分)                 |
| 直達快車     | 203（12xx） |      | ●    | ●    | －   | －   | －   | ●    | －   | －   | ●    | ●    | ●    | 105分(-)                    |
| 直達快車     | 1202        | ●    | ●    | －   | －   | －   | －   | ●    | －   | －   | ●    | ●    | ●    | 99分(109分)                 |
| 直達快車     | 295、200    | ●    | ●    | －   | ●    | －   | －   | ●    | －   | －   | ●    | ●    | ●    | 108分(119分)                |
| 空港半直達車 | 333         | ●    | ●    | －   | ●    | －   | －   | ●    | ●    | ●    | ●    | ●    | ●    | 119分(130分)                |
| 首都半直達車 | 13xx        | ●    | ●    | ●    | －   | －   | －   | ●    | ●    | ●    | ●    | ●    | ●    | 119分(130分)                |
| 各駅停車     | 6xx（16xx） | ●    | ●    | ●    | ●    | ●    | －   | ●    | －   | －   | ●    | ●    | ●    | 117分(128分)                |
| 各駅停車     | 696         |      | ●    | ●    | ●    | ●    | －   | ●    | －   | －   | ●    | ●    | ●    | 124分(-)                    |
| 区間車       | 5xx（15xx） | ●    | ●    | ●    | ●    | ●    | ●    | ●    |      |      |      |      |      | 64分～68分（75～80分）      |
| 区間車       | 583、598    |      |      |      |      |      |      | ●    | ●    | ●    | ●    | ●    | ●    | 64分～65分                  |
| 各駅停車     | 8xx         | ●    | ●    | ●    | ●    | ●    | ●    | ●    | ●    | ●    | ●    | ●    | ●    | 134分(145分)                |

- ●：停車、－：通過、★曜日毎に設定される臨時列車、☆多客期のみ設定される臨時列車

#### 2016年7月1日-2017年4月29日
| 種別         | 番台        | 南港 | 台北 | 板橋 | 桃園 | 新竹 | 苗栗 | 台中 | 彰化 | 雲林 | 嘉義 | 台南 | 左營 | 台北との所要時間 ()内は南港 |
| ------------ | ----------- | ---- | ---- | ---- | ---- | ---- | ---- | ---- | ---- | ---- | ---- | ---- | ---- | --------------------------- |
| 直達車       | 1xx（11xx） | ●    | ●    | ●    | －   | －   | －   | ●    | －   | －   | －   | －   | ●    | 93-94分(104-105分)          |
| 直達快車     | 2xx（12xx） | ●    | ●    | ●    | －   | －   | －   | ●    | －   | －   | －   | ●    | ●    | 99分(110分)                 |
| 直達快車     | 203（12xx） |      | ●    | ●    | －   | －   | －   | ●    | －   | －   | ●    | ●    | ●    | 105分(-)                    |
| 直達快車     | 1202        | ●    | ●    | －   | －   | －   | －   | ●    | －   | －   | ●    | ●    | ●    | 99分(109分)                 |
| 直達快車     | 295         | ●    | ●    | －   | ●    | －   | －   | ●    | －   | －   | ●    | ●    | ●    | 108分(119分)                |
| 空港半直達車 | 333         | ●    | ●    | －   | ●    | －   | －   | ●    | ●    | ●    | ●    | ●    | ●    | 119分(130分)                |
| 首都半直達車 | 13xx        | ●    | ●    | ●    | －   | －   | －   | ●    | ●    | ●    | ●    | ●    | ●    | 119分(130分)                |
| 各駅停車     | 6xx（16xx） | ●    | ●    | ●    | ●    | ●    | －   | ●    | －   | －   | ●    | ●    | ●    | 117分(128分)                |
| 各駅停車     | 696         |      | ●    | ●    | ●    | ●    | －   | ●    | －   | －   | ●    | ●    | ●    | 124分(-)                    |
| 区間車       | 5xx（15xx） | ●    | ●    | ●    | ●    | ●    | ●    | ●    |      |      |      |      |      | 64分～68分（75～80分）      |
| 区間車       | 583、598    |      |      |      |      |      |      | ●    | ●    | ●    | ●    | ●    | ●    | 64分～65分                  |
| 各駅停車     | 8xx         | ●    | ●    | ●    | ●    | ●    | ●    | ●    | ●    | ●    | ●    | ●    | ●    | 134分(145分)                |

- ●：停車、－：通過、★曜日毎に設定される臨時列車、☆多客期のみ設定される臨時列車

#### 2015年12月-2016年6月
| 種別     | 番台        | 台北 | 板橋 | 桃園 | 新竹 | 苗栗 | 台中 | 彰化 | 雲林 | 嘉義 | 台南 | 左營 | 所要時間   |
| -------- | ----------- | ---- | ---- | ---- | ---- | ---- | ---- | ---- | ---- | ---- | ---- | ---- | ---------- |
| 直達車   | 1xx（11xx） | ●    | ●    | －   | －   | －   | ●    | －   | －   | －   | －   | ●    | 96分       |
| 直達快車 | 2xx（12xx） | ●    | ●    | －   | －   | －   | ●    | －   | －   | ●    | ●    | ●    | 108分      |
| 直達快車 | 295、250    | ●    | －   | ●    | －   | －   | ●    | －   | －   | ●    | ●    | ●    | 108分      |
| 半直達車 | 3xx（13xx） | ●    | ●    | －   | －   | －   | ●    | ●    | ●    | ●    | ●    | ●    | 120分      |
| 半直達車 | 333         | ●    | －   | ●    | －   | －   | ●    | ●    | ●    | ●    | ●    | ●    | 120分      |
| 区間車   | 5xx（15xx） | ●    | ●    | ●    | ●    | ●    | ●    |      |      |      |      |      | 59分～71分 |
| 区間車   | 581、596    |      |      |      |      |      | ●    | ●    | ●    | ●    | ●    | ●    | 65分～72分 |
| 各駅停車 | 6xx（16xx） | ●    | ●    | ●    | ●    | －   | ●    | －   | －   | ●    | ●    | ●    | 120分      |
| 各駅停車 | 8xx         | ●    | ●    | ●    | ●    | ●    | ●    | ●    | ●    | ●    | ●    | ●    | 138分      |

- ●：停車、－：通過。

#### 2012年3月-2015年11月
| 種別     | 番台     | 始発駅 | 台北 | 板橋 | 桃園 | 新竹 | 台中 | 嘉義 | 台南 | 左営 | 終着駅 |
| -------- | -------- | ------ | ---- | ---- | ---- | ---- | ---- | ---- | ---- | ---- | ------ |
| 直達車   | 100-299  | 台北   | ●    | ●    | -    | -    | ●    | -    | -    | ●    | 左営   |
| 直達車   | 1300番台 | 台北   | ●    | ●    | -    | -    | ●    | -    | ●    | ●    | 左営   |
| 直達快車 | 300番台  | 台北   | ●    | ●    | -    | -    | ●    | ●    | ●    | ●    | 左営   |
| 直達快車 | 1352     | 左営   | ●    | ●    | ●    | ●    | ●    | -    | -    | ●    | 台北   |
| 直達快車 | 399      | 台北   | ●    | -    | ●    | -    | ●    | ●    | ●    | ●    | 左営   |
| 各駅停車 | 600-799  | 台北   | ●    | ●    | ●    | ●    | ●    | ●    | ●    | ●    | 左営   |
| 区間車   | 500-549  | 台北   | ●    | ●    | ●    | ●    | ●    |      |      |      | 台中   |
| 区間車   | 550-599  | 台中   |      |      |      |      | ●    | ●    | ●    | ●    | 左営   |

● : 停車、■ : 一部の列車が通過、- ：通過、▼ : この駅のうち1駅に停車、▲ : この駅のうち0 - 1駅に停車、◆ : 臨時列車

#### 2007年1月（仮営業開始）当時
| 種別     | 番台    | 始発駅 | 台北 | 板橋 | 桃園 | 新竹 | 台中 | 嘉義 | 台南 | 左営 | 終着駅 |
| -------- | ------- | ------ | ---- | ---- | ---- | ---- | ---- | ---- | ---- | ---- | ------ |
| 直達車   | 100-199 | 板橋   |      | ●    | -    | -    | ●    | -    | -    | ●    | 左営   |
| 各駅停車 | 400-499 | 板橋   |      | ●    | ●    | ●    | ●    | ●    | ●    | ●    | 左営   |
| 区間車   | 500-599 | 板橋   |      | ●    | ●    | ●    | ●    |      |      |      | 台中   |

● : 停車、■ : 一部の列車が通過、- ：通過、▼ : この駅のうち1駅に停車、▲ : この駅のうち0 - 1駅に停車、◆ : 臨時列車

### 自由席
台湾では自由座と称され、10-12号車に設定されている（列車により、9-12号車の4両、8-12号車の5両、1-3号車・9-12号車の7両の場合もあり）。
開業当初は全車指定席（對號座）であったが、料金面でのテコ入れを兼ねて2007年11月より導入された。
当初は10-12号車の3両だったが、その後乗客の急増により9号車も自由席化された。料金面の効果もあり、その後も需要は旺盛で、始発駅から満席に近い列車が多い。
2008年4月現在で高鐵公司内部では自由席の5両化も検討していたという。しかし、割引運賃の拡大とともに（列車によっては、指定席のほうが安くなっている）、2009年夏季ダイヤより2両に減車され、金-日曜日は全車指定席になった。
2010年7月1日のダイヤ改正より、回数券と定期券が設定されたため、再び元の全日3両に戻された（2010年7月以降、朝夕ラッシュ時のみ一部4両）。各車両端部の前後1列は優先席（博愛座）である。
片道・往復とも指定日のみ有効で、乗車駅改札入場時から3時間30分が有効期間となる。2008年の春節期間は全車指定席に戻された。
混雑時には車内検札ができておらず、キセル行為が発覚したときはメディアで大きく報道された。
また、2008年の清明節輸送では、あまりの混雑に車掌判断で7-8号車も自由席として開放され、指定席客の顰蹙を買った。
- 標準車（普通車）全車自由席
  - 2007年11月までの全車指定席の制度下では、台風による運休・遅延時に限り、当日有効のチケット所持者を対象として指定列車の指定車両以外への乗車を認めていた。
  - 2008年3月以降、総統選挙に伴う帰省ラッシュで初めて標準車全車自由席の臨時列車が設定された。清明節期間中の4月6日には該当する3本の列車で通路・デッキにまで立ち客が溢れて乗車率150%を記録し、急遽台中駅始発の臨時を増発するなど、一定の効果をみせた。また、その後も沿線でのイベントや、混雑がみられる時間帯に臨時列車として随時設定されている。

### 営業
累積赤字は2009年6月末で資本金の66%に当たる702億台湾元（約1,950億円）。
2007年度の営業赤字が294億元と振るわなかったが、これは主に開業前からの資金調達に苦しんだ結果としての利払い負担や莫大な減価償却費計上による。
2008年の営業赤字は約250億台湾元。損益分岐点は乗客数が1日平均約8万2,000人で、2年目でようやく平日でもこの水準に届くようになった。単月度ではあるが2008年3月に収支均衡、同4月に黒字転換を果たしている。
しかし、利用者数は計画の半分以下の1日約8万人にとどまり、出資者のリーマン・ブラザーズ（香港法人）が破綻するなど、金融危機の影響で利息軽減案や増資案が進展せず、累積赤字が資本金（約1,050億台湾元）の6割を超えるようになった。
経営難に陥った台湾高速鉄道は、開業1年半にして、政府の管理下に置かれて再建されることとなった。
　結局2010年1月8日、金融機関との協議が決着し、3,863億元の低利借り換えが成立。ひとまずこの危機は収束することとなった。
　2011年上半期の連結決算で初めて黒字を達成した（半期単位では実質的に2010年下半期から）。
最終的に、通年でも黒字となった。
2014年末には利用者数累計が2億9709万人に達し、2015年1月に3億人を突破（詳細な日時は不詳）した。また2015年2月22日には一日の利用者数が23万9000人を超え，営業開始以来最高を記録した。
しかし、一部の株主が配当金の支払いと株の買い戻しを求めて2014年に提訴したり、2015年1月7日、国民党の立法委員たちが同党の議員総会で18人の全員一致で、交通部と台湾高速鉄路公司が提出した財務改善計画を否決するなど、再び経営破綻の危機に陥った為に2015年9月10日、台湾高速鉄路公司は臨時株主総会を開き、発行株の6割を減資する一方、交通部などが３００億台湾元（約１１００億円）を出資する財務改善案を了承した。

#### 営業実績
| 年   | 利用人員/年（人） | 利用人員/日（人） | 座席キロ:A     | 輸送人キロ:B   | 座席利用率:B/A （Load Factor） | 運行本数 | 列車キロ Train-km | 客車キロ Passenger Car-km | 定時運行率 （5分以内） | 営業収入 （億台湾ドル） | 単年度収支 （億台湾ドル・税引前） |
| ---- | ----------------- | ----------------- | -------------- | -------------- | ------------------------------ | -------- | ----------------- | ------------------------- | ---------------------- | ----------------------- | --------------------------------- |
| 2007 | 15,555,656        | 43,090            | 7,838,644,289  | 3,520,173,426  | 44.91%                         | 24,400   | 7,925,828         | 95,109,936                | 99.47%                 | 135.02                  | −293.98                           |
| 2008 | 30,581,261        | 83,555            | 15,089,499,008 | 6,566,119,575  | 43.51%                         | 45,900   | 15,257,330        | 183,087,960               | 99.19%                 | 230.47                  | −250.09                           |
| 2009 | 32,349,260        | 88,628            | 14,821,653,184 | 6,863,960,208  | 46.31%                         | 45,286   | 14,986,505        | 179,838,060               | 99.25%                 | 233.23                  | −47.91                            |
| 2010 | 36,939,596        | 101,204           | 15,296,119,539 | 7,491,019,590  | 48.97%                         | 46,960   | 15,466,248        | 185,594,976               | 99.21%                 | 276.35                  | −12.10                            |
| 2011 | 41,629,303        | 114,053           | 15,781,051,602 | 8,147,869,493  | 51.63%                         | 48,553   | 15,956,574        | 191,478,888               | 99.87%                 | 322.36                  | 31.85                             |
| 2012 | 44,525,754        | 121,655           | 15,829,068,364 | 8,641,573,257  | 54.59%                         | 48,682   | 16,005,125        | 192,061,500               | 99.40%                 | 339.84                  | 39.57                             |
| 2013 | 47,486,859        | 130,101           | 15,858,327,738 | 9,118,060,276  | 57.50%                         | 48,859   | 16,034,710        | 192,416,520               | 99.38%                 | 361.01                  | 27.09                             |
| 2014 | 48,024,758        | 131,575           | 16,167,495,855 | 9,235,162,292  | 57.12%                         | 50,467   | 16,347,317        | 196,167,804               | 99.61%                 | 385.09                  | 26.58                             |
| 2015 | 50,561,954        | 138,526           | 16,186,948,588 | 9,654,960,687  | 59.65%                         | 50,532   | 16,366,984        | 196,403,808               | 99.66%                 | 519.01                  | 188.33                            |
| 2016 | 56,586,210        | 154,607           | 16,512,526,628 | 10,488,339,832 | 63.52%                         | 51,106   | 16,696,185        | 200,354,220               | 99.43%                 | 406.10                  | 49.97                             |
| 2017 | 60,571,057        | 165,948           | 17,040,173,121 | 11,103,358,620 | 65.16%                         | 51,751   | 17,229,700        | 206,756,400               | 99.72%                 | 434.35                  | 64.78                             |
| 2018 | 63,963,199        | 175,242           | 17,249,709,128 | 11,558,787,218 | 67.01%                         | 52,437   | 17,441,565        | 209,298,780               | 99.43%                 | 454.15                  | 73.11                             |
| 2019 | 67,411,248        | 184,688           | 17,629,990,176 | 11,994,452,919 | 68.03%                         | 53,727   | 17,826,078        | 213,912,936               | 99.88%                 | 475.07                  | 77.75                             |
| 2020 | 57,238,942        | 156,391           | 17,407,299,001 | 9,912,062,318  | 56.94%                         | 53,076   | 17,600,909        | 211,210,908               | 99.74%                 | 391.37                  |                                   |

累積利用客数
- 2007年5月28日：500万人（144日目）
- 2007年9月18日：1,000万人（257日目）
- 2007年12月21日：1,500万人（351日目）
- 2008年3月7日：2,000万人（428日目）
- 2008年7月5日：3,000万人（548日目）
- 2008年10月23日：4,000万人（658日目）
- 2009年2月13日：5,000万人（771日目）
- 2010年8月3日：1億人（1,307日目）[65]
- 2011年12月5日：1億5,000万人（1,796日目）
- 2012年12月17日：2億人（2,174日目）[66]
- 2015年1月：3億人
- 2016年12月4日：4億人（3,622日目）[67]
- 2018年7月23日：5億人（4,218日目）[68]
- 2020年1月17日：6億人（4,761日目）[69]

### 営業上の競合など

#### 航空便との競合
2000年前後の台北-高雄間の航空路線は、4社（遠東（ファー・イースタン）航空・華信航空（マンダリン・エアー）・立榮航空（ユニ・エアー）・復興航空（トランスアジア航空）で1日50往復程度、年間800万人以上（2都市間の利用客数では東京（羽田） - 札幌（新千歳）、東京（羽田） - 福岡に次ぐ）の輸送実績があったが、台湾高速鉄道の開業を控え、徐々に減便していた。
高鐵開業後の2008年5月に国内線大手の遠東航空が経営破綻するなど、最も影響を受けた国内の交通機関である。最近では高速バス同様、割引運賃を値上げする事業者が出ている。
- 台北-高雄線
  - 高鐵開業前年の2006年は台北-高雄線は265万1120人の輸送実績があった[70]。
  - 高鐵が開業すると、4社計24往復体制で高鐵との集客戦が始まった。一時は4社の共通シャトル運賃を設定したり（後に廃止）、割引運賃を高鐵のスタンダード・クラス（普通車指定席）とほぼ同額に設定（普通運賃で2200元前後を1400元前後）した。それにもかかわらず、原油高もあって減少傾向は止まらず、8月までで搭乗率40%台にまで落ち込んだ。
  - 秋からは最安で1,090元まで値下げし、搭乗率をほぼ90%に回復させた社もあり、高鐵側の成長を一時的にでも止めることに成功したが、終始高鐵の利便性に押され気味であった（ただし、定員200人以下の小型機主体のため、日本における大型旅客機と新幹線の競合とは単純に比較できない）。
  - 結局、2007年の実績は133万5717人とほぼ半減した。2008年3月1日に4社のうち、2往復を運航していた立榮航空が撤退。
  - 同年7月1日、復興航空が国際線扱いの経由便（澳門-高雄-台北線）を残して撤退。
  - 2008年夏以降、華信航空が減便を繰り返しながらも、週3往復運航していたが、2009年6月からは週5往復に増便された（現在は毎日1往復に増便）。
  - 2010年5月1日、復興航空が毎日1往復で再参入。
  - 2012年3月1日、復興航空が運航休止。華信航空の週3往復のみに
  - 2012年8月31日、華信航空が台北-高雄線から撤退し、この区間の空路が消滅
- 台北-台南線
  - 前年度の106万1387人から51万1670人と半減。2008年3月1日に1往復を運航していた遠東航空が撤退。
  - 同年8月1日、復興航空の撤退で路線が消滅。
- 台北-嘉義線
  - 2007年8月16日に唯一運航していた立榮航空が撤退したため路線が消滅。
- 台北-台中線
  - 2007年4月29日に台北-台中線（華信航空）が撤退し、この区間の空路は消滅。
  - 最盛期には2社で19往復体制だったが、2006年末で1日2往復に過ぎず、搭乗率も2割以下だった。
- その他西海岸線
  - 台北 - 恆春線では開業直後の2007年3月1日で復興航空が廃止、立榮航空のみが週3往復を運航。2012年9月から週2往復に減便、2014年9月より運休。
  - 台北 - 屏東線は立榮航空が週3往復の運航をしていたが、2011年8月8日のラストフライトを以って撤退。空港自体も11日以降に閉鎖され、空軍基地となった。[71][72]

#### 在来線（台鐵・台湾鐵路局）との競合
民営の高鐵と国営の台鐵は並行路線で競合する。台鐵の西部幹線（台北 - 台中 - 高雄）ではほぼ全面的に競合するが、台鐵はむしろ高速バスの脅威に晒されていた。
自強号で台北-高雄が4時間 - 4時間半、台北-台中では2時間強と所要時間では長距離になるほど不利である。
高鐵は市街地から離れた駅が多く、開業遅れとやや高めの料金だったこともあり、台鐵から高鐵への転移は予想を下回っていた。
料金面では台北-高雄（左営）では845元の自強号に対し、高鐵は1,490元（普通車指定席）。
しかし、2007年11月に高鐵側が自由席を設定し、同時に2割引の販促を展開すると、料金が高鐵が自強号より安くなる区間ができた（台北-新竹など）。数度にわたる高鐵の増発もあって、高雄駅では売上減がそれまでの7%から16%に拡大した。
2007年の実績は輸送人員・旅客収入ともに増加したものの、高鐵開業を見据えて展開していた捷運化が功を奏したとの見方が強く、実際に200km以上での長距離輸送分野ではマイナス成長となった。
2008年の春節期間には、東部幹線で運用中の太魯閣号を西部幹線の台中・彰化・員林まで達する臨時列車を2往復設定した。
この列車は台北-台中を90分台で結んだため、新烏日駅経由で高鐵の各駅停車と乗り継ぐよりも速いケースがあり、台北-員林間でも6割以上の乗車率を記録した。
しかし、帰省シーズンの西部幹線全体の輸送量は高鐵側が1年前より約3倍に増発したこともあり、4%ほど減少した。
2月25日からは彰化-花蓮の太魯閣号を好評につき定期列車化（後日、員林まで延伸）したが、1日1往復にすぎず、高鐵との本格的な競合とは言いがたい。
5月15日のダイヤ改正では、2次車の投入により、太魯閣号の本数がほぼ倍増され、西部幹線でも彰化 - 基隆間運転の列車が新設されたが、主力の自強号は途中停車駅を増やしたことで、所要時間が大幅に増加した。
2009年6月、台北-高雄間を845元から599元、台北・松山-台中・彰化間を375元から299元（限定便のみ）にした割引を開始。
2016年4月のダイヤ改正 により、1日1往復ではあるが(同年10月に1往復増発)、松山 - 潮州間に普悠瑪号が投入され、台北から市内のアクセス面で優位な台南は3時間10分前後、
途中停車駅の増加で現在4時間強から5時間弱かかっている高雄間は3時間40分前後で、直通が強みとなる屏東・潮州へは4時間強で結ばれる。
台北 - 高雄間ではかつてのEMU300型での最速記録3時間47分（台南のみ停車）を更新し、停車駅は、松山・台北・板橋・台中・嘉義・台南・高雄・屏東・潮州。
また既存の彰化・斗六発着で北廻線花蓮直通の普悠瑪号に週末運転の太魯閣号も追加され、100分以内の台中（他の自強号では2時間強）だけでなく彰化・員林・斗六といった
高速鉄道駅へのアクセスが不便 なエリアでの利便性向上が図られる。

#### 国道客運（高速バス）との競合
高速バスは台北-高雄で5時間、普通運賃は500 - 600元程度だが、曜日や時間帯に応じて様々な割引策を講じている。
国光汽車客運、統聯客運、和欣客運、阿羅哈客運 などの大手4社以外にも中小事業者の運行も多い。
事業者によっては24時間運行もなされている。
西海岸に2本の高速道路があり、大都市間だけでなく中小都市も高頻度かつドア・ツー・ドアで結び、また料金格差もあり、高鐵開業後もしばらくは影響を受けずにいた。むしろ同業者同士の競争が熾烈である。
しかし自由席設定後に台鐵と同様、長距離便で最大3割減となる運行事業者もあった。また、ここ最近の原油高にもかかわらず、一部では台北-台中が100元台、台北-台南が200元台、台北-高雄が300元台を打ち出すなど、価格破壊が熾烈を極めている。
雲林駅開業後、同県内を拠点とする日統客運は長距離利用客が急減し、一部停留所を閉鎖した。

## 将来

### 屏東延伸計画
永らく屏東県の政財界から要望があったが、2017年に政府の公共投資政策「前瞻基礎建設計画」の軌道インフラ投資リストに盛り込まれ、交通部高速鉄路工程局による2017年時点実現可能性調査では総事業費900億元、従来より9分短縮となっていた。以下のように複数案が検討されている。
- 屏東線を日本のミニ新幹線のように三線軌道化して乗り入れる[79]。
  - 通過駅・停車駅問わず台鉄側の車両限界・建築限界の見直しが不可避であり、高鉄が毎時1本程度しか乗り入れられないなど、時短効果と線路容量の点では効果が薄い。

- 燕巣車両工場南5.7km付近から高鉄左営駅、高雄駅を経由せずに直接東進する[79][80]。事業費約537億元[81]。
  - （長所）最も時短効果が高い。
  - （短所）燕巣分岐の場合、既存線路の高架スラブ軌道に分岐器を増設するため、最初から準備工事が終わっていた苗栗・彰化・雲林の増設よりも手間がかかり、工事期間中に単線運行などで所要時間増、列車容量不足が懸念される。
  - （短所）支線のために高雄系統と屏東系統が分断され運行効率が低下するほか、高雄と屏東相互間の往来ではメリットが少ない。

- 従来からの計画通り台鉄と並行する新線を敷設[79]。
  - （長所）台鉄との連携効果は最も高い
  - （短所）線形が良くないため、時短効果は現行の普悠瑪自強号と比べて大きくない

- 高鉄左営駅から折り返す形で高雄駅を経由せず東進する。事業費約489億元[81]。
  - （長所）分岐は地上のため燕巣分岐より工期や工事中の運行への影響が少ない。
  - （短所）左営付近で列車容量不足を招く。

改めて民間委託で屏東延伸の実現可能性調査に着手し、2018年末には報告書が完成する予定。台湾鉄路管理局の屏東駅乗り入れは屏東線の高架化が完了していること、またホーム有効長の面で現実的ではなく六塊厝駅に設けることが有力。また、台湾高速鉄路公司は現在のBOT契約が南港 - 左営間のものであり、範囲外の屏東延伸は政府による討論事項であって高鉄公司自身での決議には法的根拠がないことを表明している。
2019年7月には高雄国際空港経由で潮州駅に接続、あるいは高雄駅経由の新たな2案を追加した実現可能性調査の再着手が表明され、燕巣直進案の場合は分岐地点での駅設置を含めた調査となる。
2019年9月27日、交通部は高速鉄道延伸事業の審査会議を開催し、左営駅での折り返し案に決定された。総合計画の策定、詳細設計、環境影響評価を行い、工期は9年間と見込まれている。総工費は554億元で、早ければ2029年末にも開通する予定とした。
2023年1月、当時の蘇貞昌行政院長は台湾高速鉄道の延伸計画を承認した。しかし2024年7月30日、交通部長の李孟諺は、左営案のルート上に石油化学工場が多数存在し、大量の可燃性化学物質が保管されているため、安全性への懸念が生じたことから、高雄を経由する案の再検討を表明した。
2024年12月28日、卓栄泰行政院長は、延伸計画を変更し、台鉄の高雄駅を経由して屏東に至るルートを採用する旨の声明を行った

### 宜蘭延伸計画
2019年8月16日、交通部は宜蘭県への延伸計画を実行可能性評価の項目に盛り込んだことを明らかにした。この時点では北宜直線鉄道事業計画が進行中だったが、高速鉄道では15分で結ばれるようになり、宜蘭県政府も高速鉄道を優先支持する姿勢を明らかにしている。
林佳龍交通部長時代就任中は四城駅併設、宜蘭駅併設、台鉄が計画中の県政中心駅に同時併設、羅東駅併設の複数案のうち、既存の宜蘭駅併設案に最も賛同が多かった。部長が王国材に交代すると、土地区分による市街地買収増や駅舎の高度などで高コストとなる宜蘭駅案ではなく、低コストだが利便性が低下する四城駅案が一転優勢となり、地元からは強い反発があった。
車両基地も併設するため、台鉄宜蘭駅から南に約1.5km付近に位置する県政中心（県政府、県議会、地検、地方法院などが集積するエリア）の北側か、南側に新設する第五および第六案が打ち出され、2021年末に折衷案として県政中心の南方約350メートルに台鉄駅と高鉄駅を新規併設する案が固まった。
2022年1月27日、交通部は県政中心南側案を総合計画の正式案として決定された。

### 次期新型車両計画
700Tの次期新型車両について、台湾高速鉄路は、日立製作所・東芝を中心とする日本連合と交渉を行っていたが、交渉を打ち切り、第三国からの購入も含めて新たな調達を模索することとなった。
2023年3月15日に価格交渉がまとまり、JR東海のN700Sが導入されることに決定した。

## その他

### 受賞など

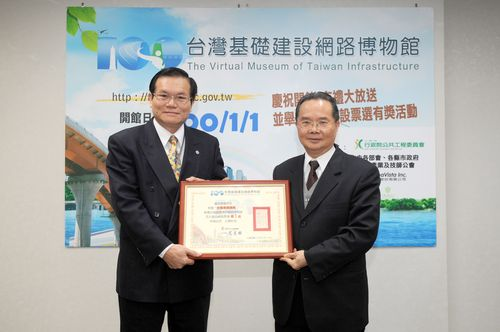
台湾高速鉄路公司に百大建設首位の認定証が授与された（2011年3月）

- 2006年グッドデザイン賞（商品デザイン部門）ベスト15 [94]
- 2011年、中華民国建国100周年記念に伴う行政院公共工程委員会主催の台湾百大建設投票活動で首位を獲得[95]
- 米誌「ナショナル・ジオグラフィック」による2013年版「冬の旅・世界ベスト10」に選出[96][97]
- 彰化駅が米国の建築ウェブサイトArchitizerが主催する国際建築賞、第4回「Architizer A+ Awards」の「Bus&Train Stations」部門で一般投票1位に選ばれた[98]

### エピソードなど
- 日本映画『藁の楯』の新幹線護送シーンで、当鉄道が貸切列車を用意するなどロケに全面協力した[99]。日本では安全上の理由から新幹線車内でのロケ許可が下りず、止む無く同系車両を運行している台湾高速鉄路に協力を要請した経緯がある。

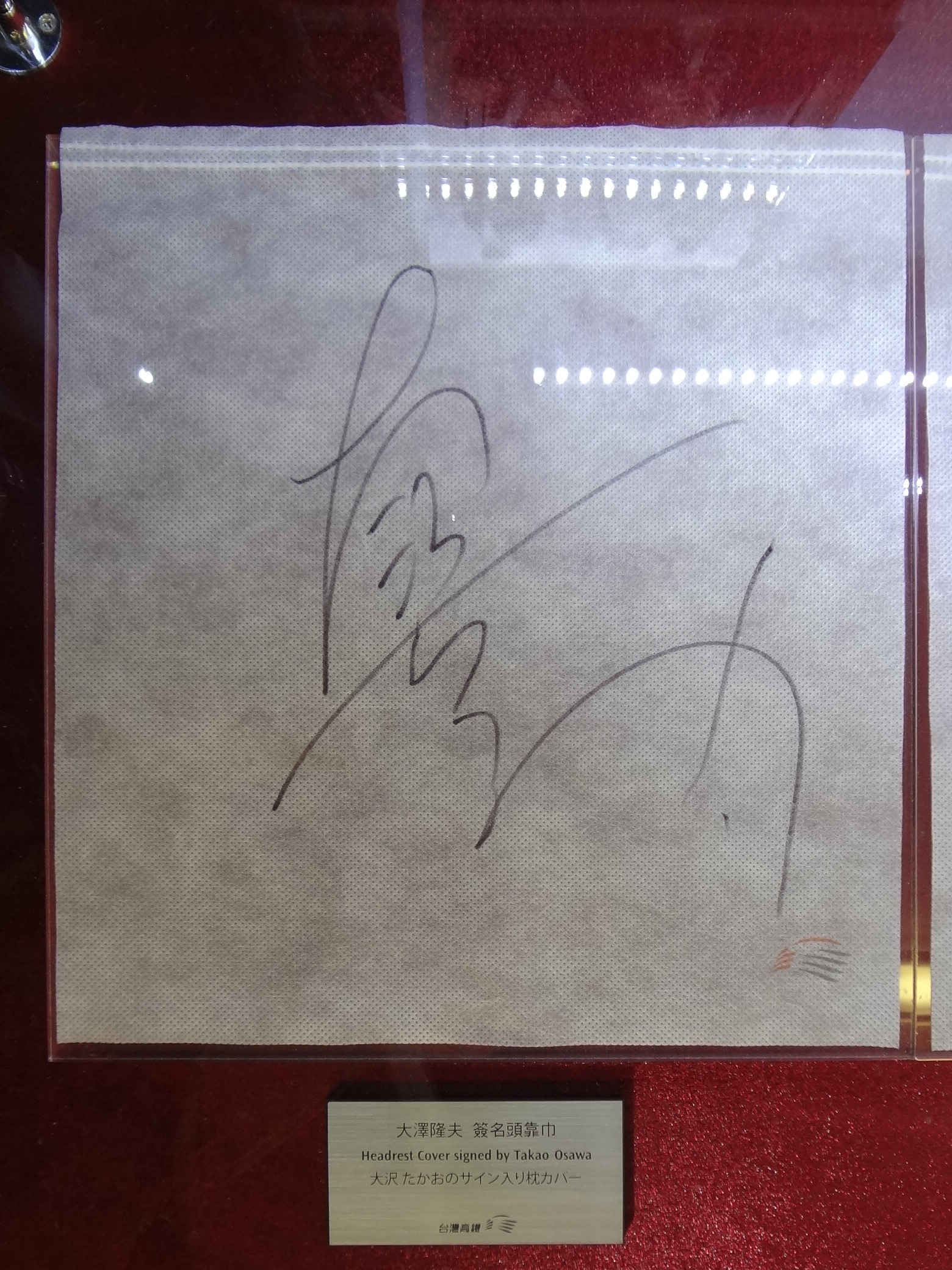
座席の枕カバーに書かれた大沢たかおのサイン(台北駅にて)
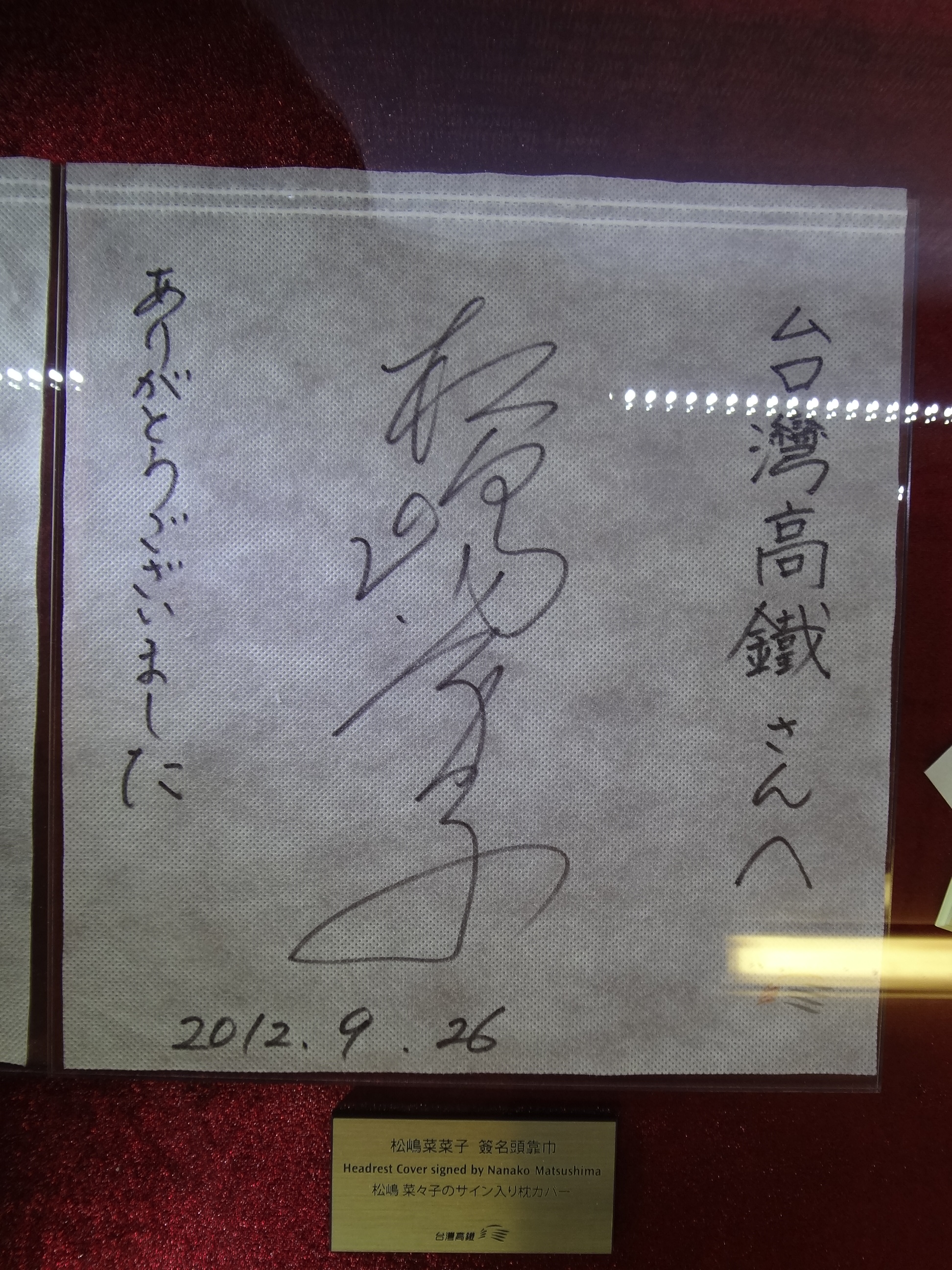
同じく松嶋菜々子のサイン

- 彰化駅が最寄となる台湾高速鉄路沿線に、カフェレストラン「Railway To Galaxy 銀河の鉄道」がオープンしている。テラスの前を走る台湾高速鉄路の列車を眺められるスポットとして高い人気を集めている。

### 関連書籍・商品
- 音楽館よりRailfan 台湾高鉄が発売されている。
- 関水金属より700T型のNゲージ模型が発売されている。（2014年時点では完売、2018年5月30日に再発売、現在は日本と台湾を含め全て完売[100][101]2021年10月28日に再販、現在は日本と台湾を含め全て完売）
- タカラトミーより700T型のプラレールが台湾国内で発売されている。
- 「路（ルウ）」 - 吉田修一著。高速鉄道建設に携わった日台両国の人々の交流を描いた小説。(ISBN 9784163817903)
- 「十津川警部 愛と絶望の台湾新幹線」(講談社ノベルス) - 西村京太郎のトラベルミステリー。(ISBN 9784062990837)
- その他各種公式グッズが高鉄各駅構内の自販機やコンビニ、車内で販売されている。

## トラブル・課題
- 台北駅の配線構造上、折り返し列車の最小運行時隔を6分以下にすることが不可能なため、南港駅延伸が行われる2016年7月1日まで、発着本数の線路容量が上下線合計で1時間あたり10本までに制限されていた。これを解決するには南港（汐止）駅までの延伸、もしくは既に繋がっている台北駅東側の復興北路までの間に引き上げ線が必要だが、台鐵の台北機廠（整備工場）と本線（西部幹線）を結ぶ引き込み線が高鐵の複線線路と平面交差するため、この箇所の工事がストップしていた[102]。しかし、2012年6月に台鐵の台北機廠が移転・明け渡される見通しとなり、高鐵増発の前提である南港駅延伸が再開し[103]、2016年7月に延伸開業した。
- 開業の前から頻発した脱線事故（所定と異なる線路に進入するのを防ぐための脱線装置が働いたもので、本線走行中の脱線ではない）。
- 日本における新神戸駅や白石蔵王駅などと同様に、高鐵駅が市街地から離れていることが多い。特に台中は地下鉄または台鉄に乗り継ぐ必要があり、また台南も都市部からの距離では、高鐵駅より台南空港のほうが近い。
- 開業当初導入された洗車機は一部箇所で手洗いを要する不具合があり、車両の汚れが目立っていたが[104]、2013年12月より日本車輌洗滌機が納入した高速鉄道用洗浄システムに更新され、改善された[105]。
- 分岐器の故障が多い[106]。
- 自動改札機が乗客の流動を妨げる（挿入方向が決まっており、かつ裏向きに入れなければならない）。ただし2015年12月1日から、挿入方向は関係なく利用できるように改良された。
- 敬老割引（敬老票）について、政府の法令に従って設定しているにもかかわらず、政府からの補填がない。その為、前述の通り高鐵公司は、二度に渡り経営破綻の危機に陥りかけた。

（高鐵公司が毎月1億元以上を自己負担で差額を負担しているが、開業以来の負担額は2012年現在、60億元に達している）
- 減価償却費の設定が高額で経営に深刻な影響が及びかねないとして、政府に設定期間の緩和を要求している。

（当初は35年のBOT期間から建設期間を除いた26年半での償却に設定されており、台湾国内の他のBOT事業（台北101は事業費500億元で70年間。） に比べて余りにも多大と政府に延長を要求している。その後#営業欄の通り減資、再増資に伴う実質国有化でBOT期間が70年となった）